# Quedlimburgo
Quedlimburgo [em alemão: Quedlinburg (oficialmente também Cidade Patrimônio Mundial Quedlimburgo); em alto-alemão Queddelborg é uma cidade na Alemanha, atravessada pelo rio Bode e localizada a norte da cadeia de montanhas do Harz, no distrito de Harz (Saxônia-Anhalt). Mencionada pela primeira vez em um documento de 922 e concedida o estatuto de cidade em 994, Quedlimburgo sediou, do século X ao século XII, o palatinado real visitado na Páscoa por governantes não vinculados à Igreja e, por quase 900 anos, um Damenstift [espécie de residencial para mulheres, chamadas canonesas; inicialmente eclesiástico (para canonesas regulares), desvincula-se da Igreja após a Reforma (para canonesas seculares)].
O patrimônio arquitetônico de Quedlimburgo está na Lista do Patrimônio Mundial da UNESCO desde 1994 e faz da cidade um dos maiores museus a céu aberto da Alemanha.
No centro histórico, com seu calçamento de paralelepípedo, suas ruelas sinuosas e pequenas praças, existem mais de 2000 casas em enxaimel, que lá se encontram há oito séculos. Na praça central está localizada a prefeitura de estilo renascentista, com a estátua do Roland de Quedlimburgo; ao sul o Schlossberg, com a igreja românica de St. Servatius e uma coleção de arte sacra - testemunho da história do convento de Quedlimburgo. Münzenberg (distrito da cidade), com a Igreja do Mosteiro de St. Marien e o vale com a igreja românica de São Wiperti, bem como os parques adjacentes Abteigarten (Jardim da Abadia) e Brühl, são também Patrimônios Culturais da Humanidade.

## Geografia

### Localização
Quedlimburgo fica no norte da região da cadeia de montanhas do Harz (123 m acima do NMM), 50 km a sudoeste da capital do estado, Magdeburgo. As altitudes diretamente adjacentes atingem cerca de 181 m acima do NMM. A cidade fica no leito do rio Bode, com a maior parte a oeste do rio, tendo uma área de 78,14 km².

### Clima
A cidade está localizada na zona de clima temperado. A temperatura média anual em Quedlimburgo é de 8,8 °C. Os meses mais quentes são julho e agosto, com uma média de 17,8 e 17,2 °C, respectivamente, e os meses mais frios janeiro e fevereiro, com uma média de 0,1 e 0,4 °C, respectivamente. O maior nível de precipitação ocorre em junho, com uma média de 57 milímetros, o menor ocorre em fevereiro, com uma média de 23 milímetros.

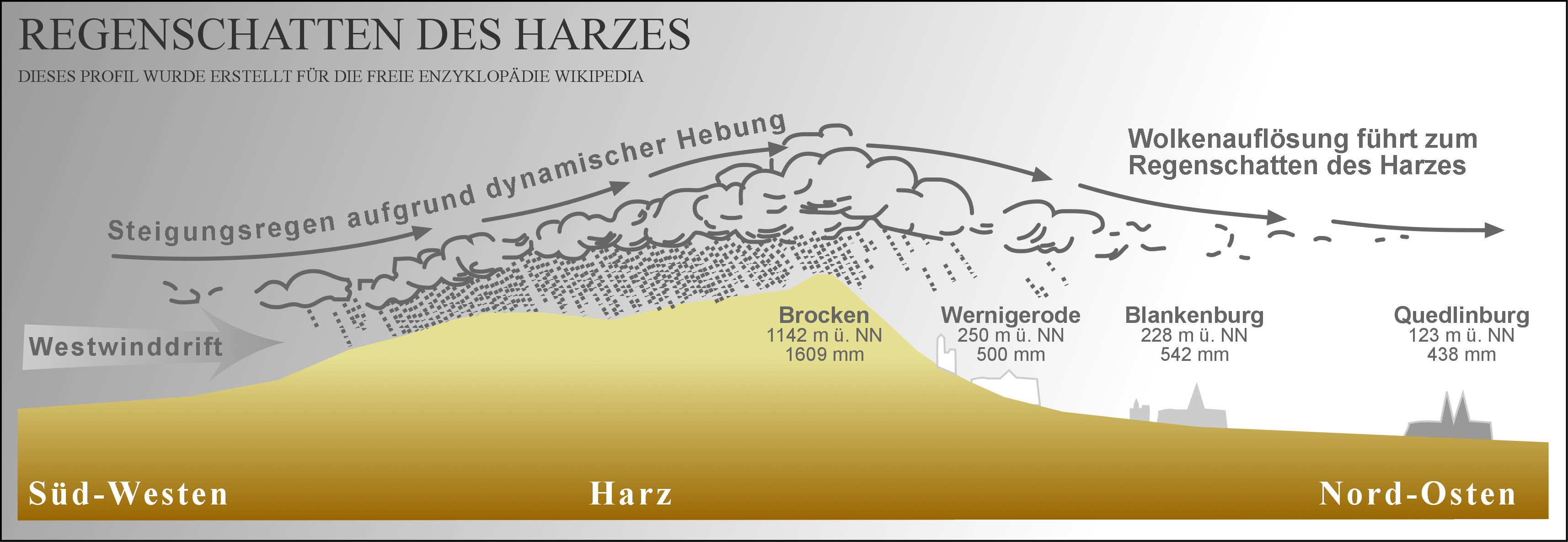
Efeito Föhn - Quedlimburo na sombra de chuva das montanhas Harz.

### Divisão Urbana

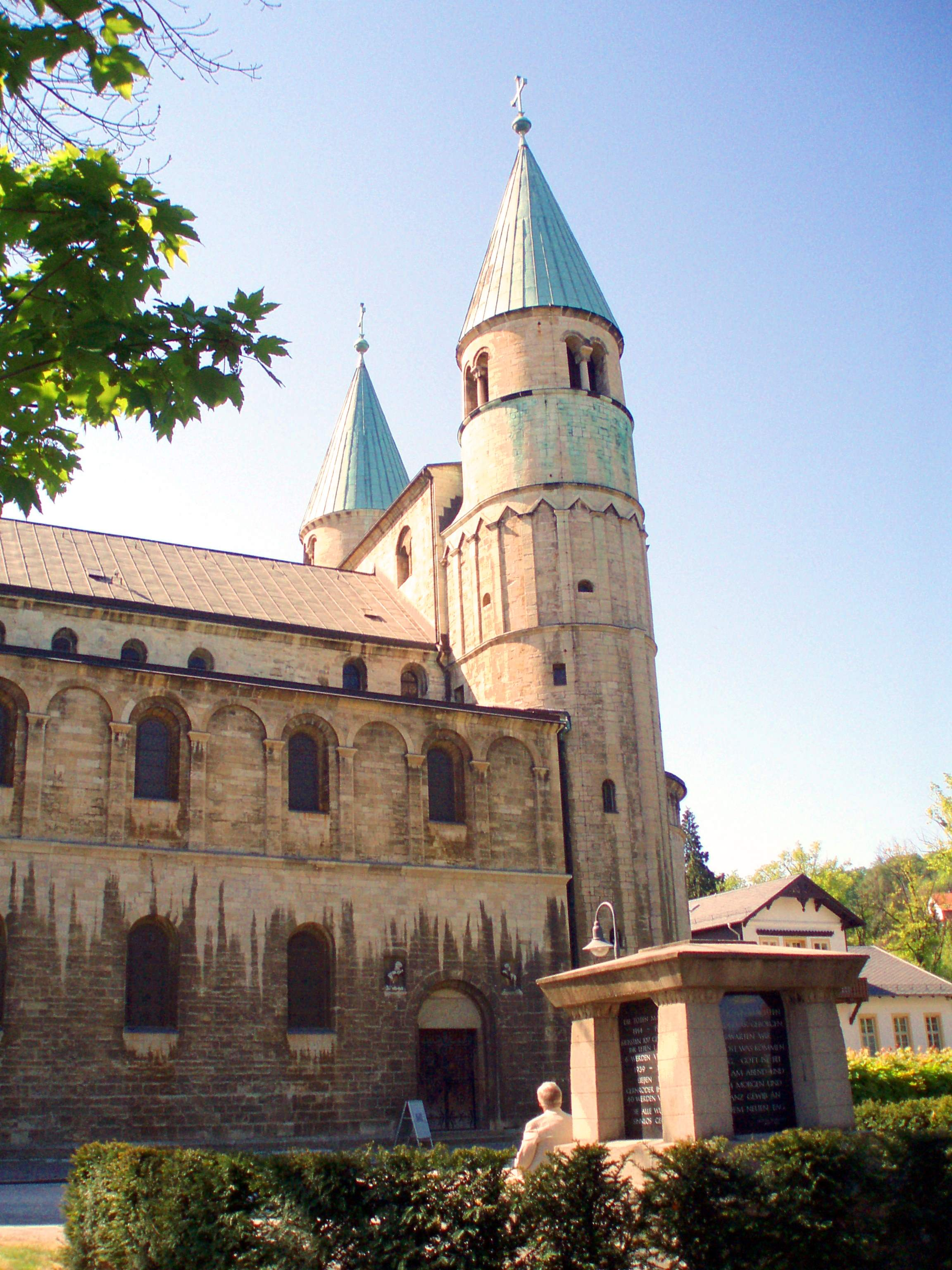
Stiftskirche em Gernrode

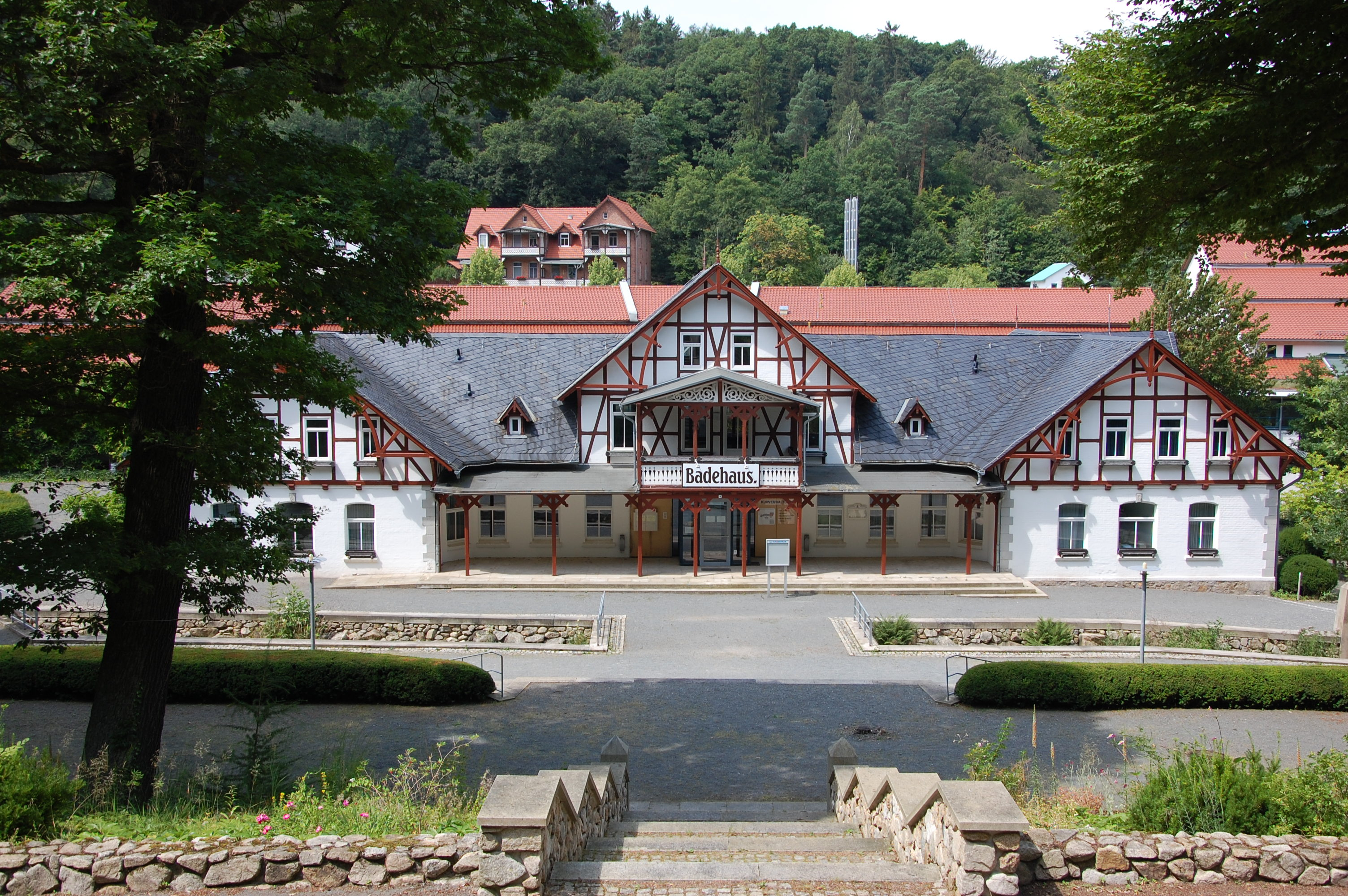
Bad Suderode, complexo termal

O centro histórico se divide em antiga propriedade real, com o distrito de Westendorf, monte de Burgberg, Igreja de São Wigbert e distrito de Münzenberg. A norte se localiza a Cidade Velha, fundada em 994, e a leste a Cidade Nova, fundada no século XII - entre elas, nos séculos XIII/XIV,  foi criada a Steinbrücke (ponte de pedra) e a rua Word foi drenada. Ao norte da Cidade Velha se encontra o subúrbio medieval de Gröpern.
Na transição do século XIX para o século XX, foi construído um cinturão de casas no estilo Art Nouveau em torno desse centro medieval. No decurso da industrialização, novos distritos se desenvolveram para além desse cinturão, como o Kleysiedlung, a nova área de desenvolvimento no sul da cidade (século XIX/XX), e o Kleers (anos 80).
Além desse centro histórico, pertencem a Quedlimburgo também os distritos de Münchenhof (4 km a norte), Gersdorfer Burg (3 km a sudeste), Morgenrot (4 km a leste) e Quarmbeck (4 km a sul), bem como, desde de 1º de janeiro de 2014, os distritos de Gernrode e Bad Suderode.

## História

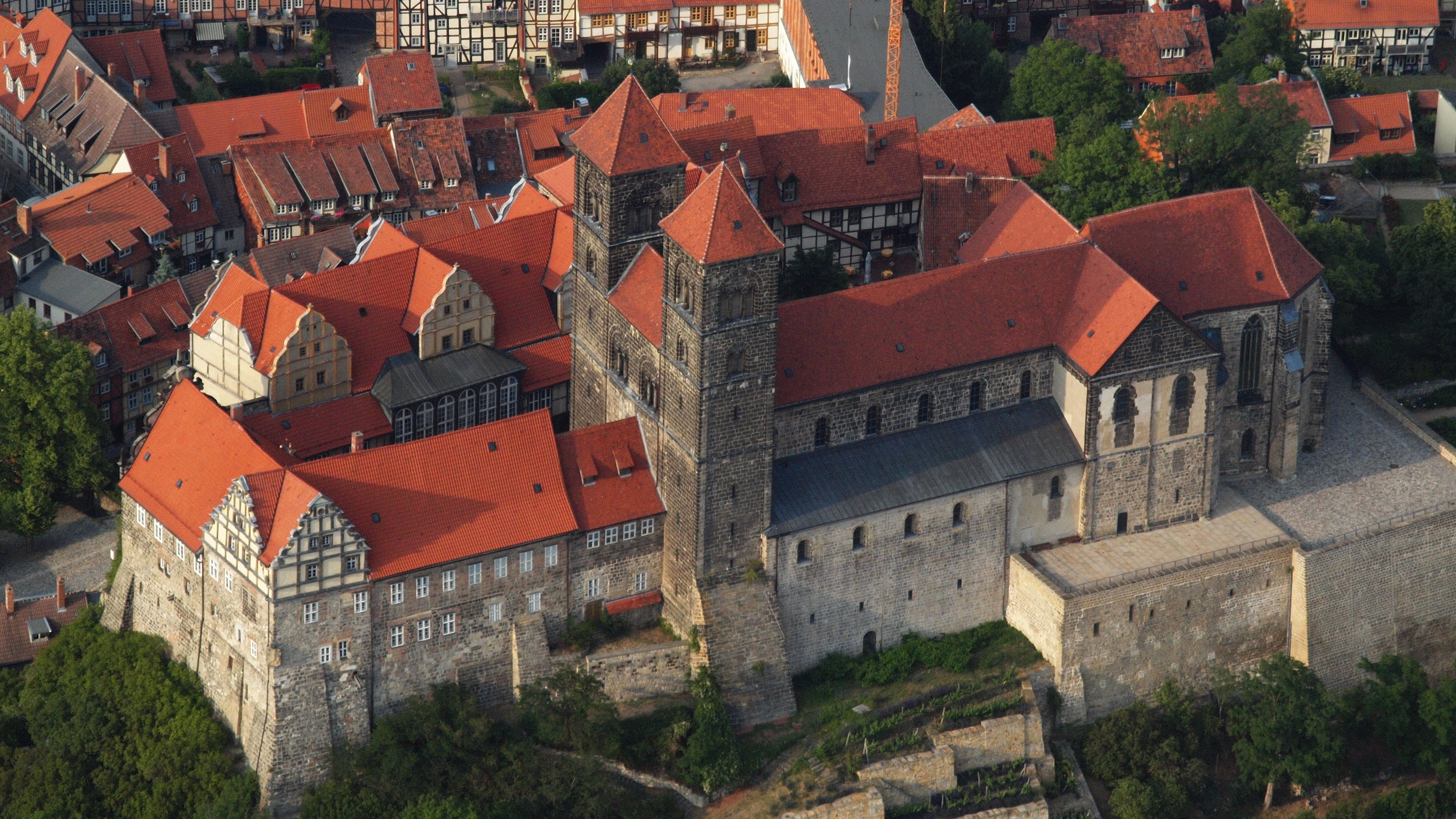
Castelo de Quedlimburgo, vista aérea (2015)

### Primeiros assentamentos
Os primeiros assentamentos datam do Paleolítico. A área foi quase que continuamente habitada. Os solos férteis fizeram a região particularmente interessante para os colonizadores durante o período Neolítico, o que é evidenciado por mais de 55 restos de assentamentos dessa época na cidade e arredores.  Túmulos neolíticos alinhados às paredes laterais de Botedal estão localizados nos proeminentes picos montanhosos de Moorberg, Bockshornschanze ou Brüggeberg. Cerca de dois quilômetros a noroeste de Quedlimburgo, no deserto Marsleben, em 2005 foi possível a investigação de uma instalação de vala circular de Stichbandkeramik (cultura de ornamentos geométricos incisos), não inferior ao Círculo de Goseck em antiguidade, extensão e forma.

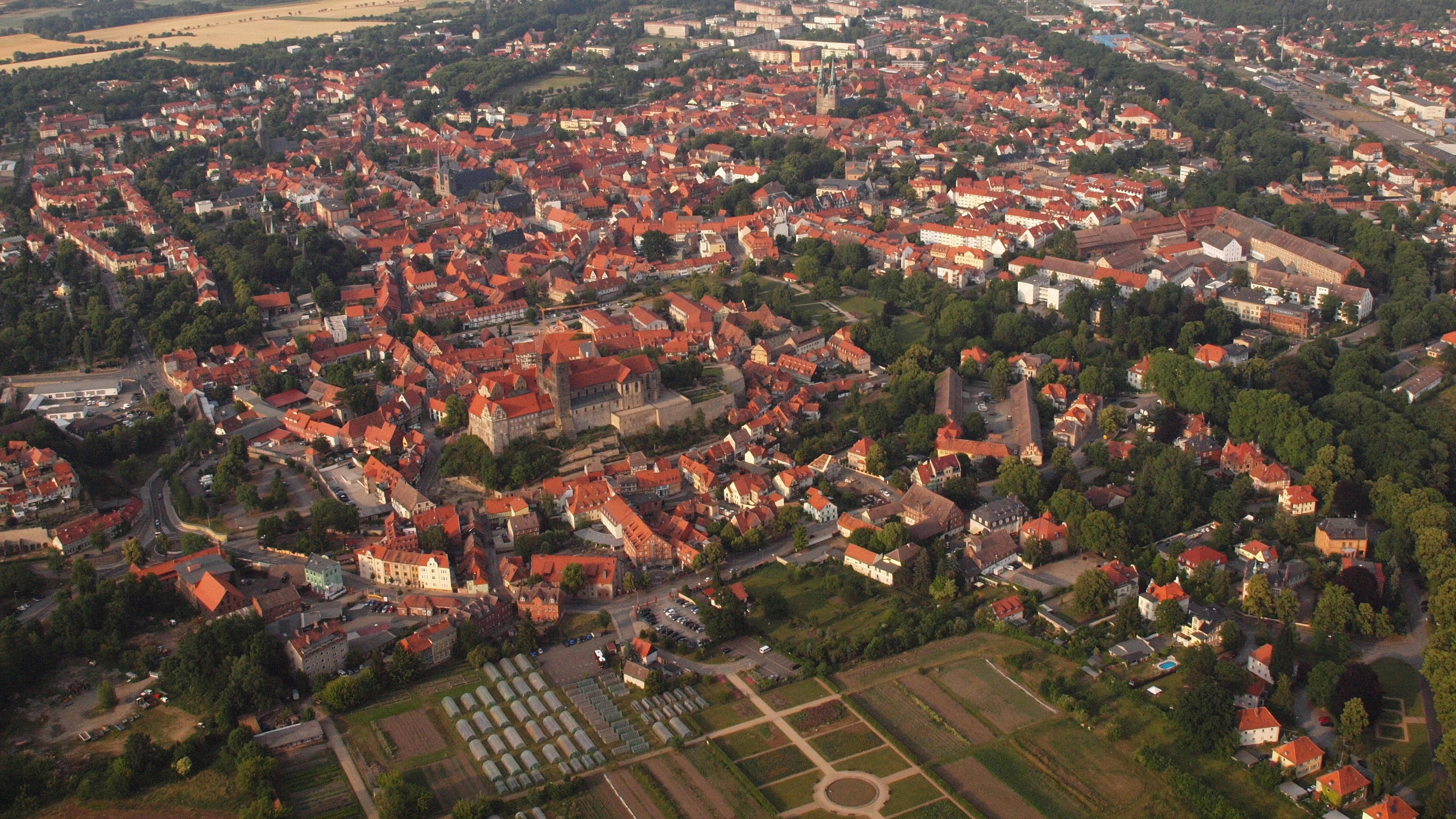
Quedlimburgo, vista aérea (2015)

Acumulam-se relatórios documentais do final do século XVIII sobre localidades em torno de Quedlimburgo : Marsleben, Groß Orden, Ballersleben (todos desabitados), Ditfurt e Weddersleben. A igreja Wiperti, como afiliada da abadia Hersfeld, foi provavelmente fundada por volta de 835/863.

### Palatinado Real de Páscoa do séc. X ao séc. XII

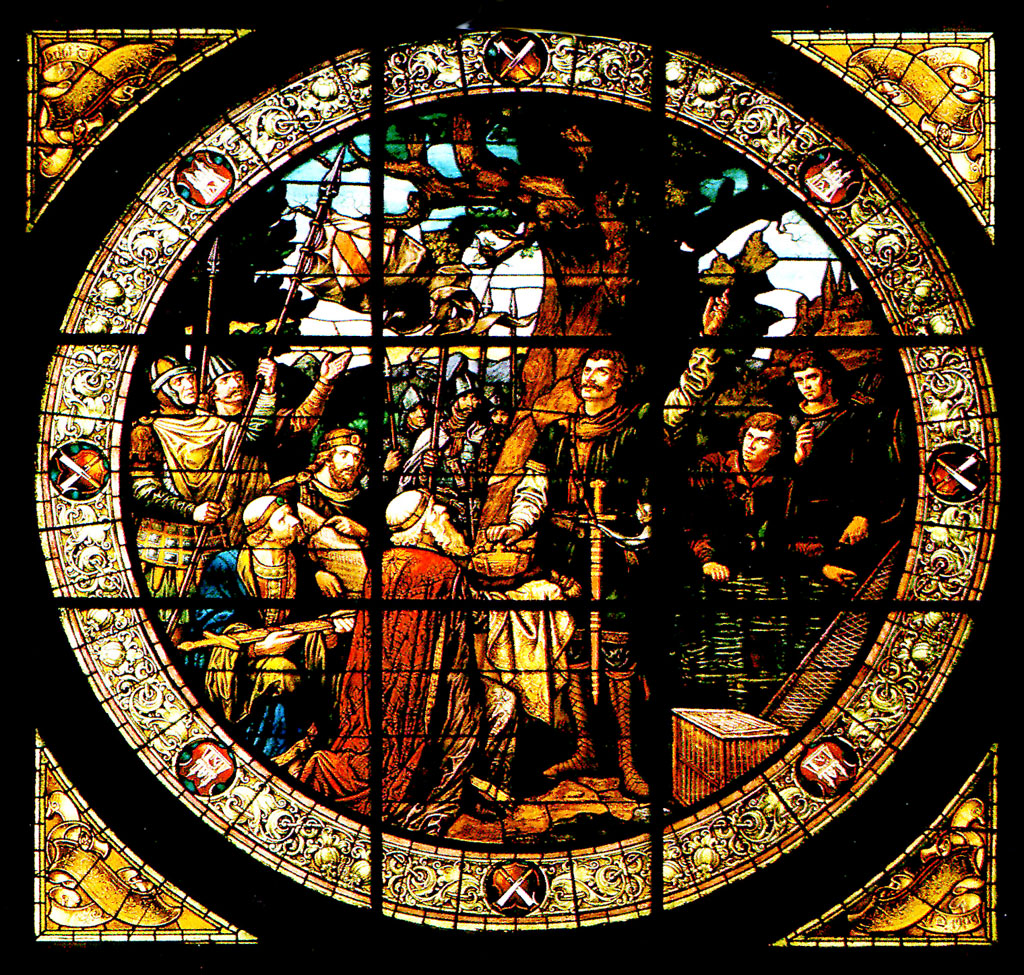
Vitral de Coroação na prefeitura: O lendário levante real de Henrique I no Finkenherd quedlimburguês ocorreu de fato em Fritzlar, em 919.

Quedlimgburgo ganhou importância ao se tornar o palácio real no século X, onde os governantes otonianos celebravam a Páscoa. Foi mencionado pela primeira vez como villa quae dicitur Quitilingaburg em uma carta do rei Henrique I datada de 22 de abril de 922.
Mais tarde, Henrique determinou o lugar como seu  local de sepultamento. Após sua morte em Memleben no ano de 936, seu corpo foi transferido para Quedlimburgo e sepultado na Capela Palatina no Schlossberg (espécie de forte construído sobre morro). Sua viúva, rainha Matilde, fez o filho e sucessor de Henrique, Otão I, permitir a fundação de um Damenstift com a missão de memorial dos mortos. 
Por trinta anos ela foi a líder de sua fundação colegiada sem se tornar uma abadessa. Otão I visitou Quedlimburgo em intervalos irregulares para comemorar a Páscoa e o aniversário de seu pai. Em 941, ele escapou por pouco de uma tentativa de assassinato por seu irmão mais novo, Henrique. No encontro da corte na Páscoa de 966, a filha de Otão, Matilde, como abadessa, tornou-se encarregada da direção do Damenstift. Dois anos depois, em 14 de março de 968, sua avó morreu e foi enterrada ao lado de seu marido. Seu túmulo e seu sarcófago de pedra foram preservados, enquanto o túmulo de Henrique permaneceu vazio.
O maior e mais glamouroso encontro da corte de Otão, o Grande, ocorreu no ano 973. Entre os participantes internacionais estavam Boleslau I, duque da Boêmia, e Miecislau I, duque da Polônia, que juraram lealdade ao imperador. Logo depois, Otão I morreu. Seu filho, Otão II, em seu reinado de dez anos, visitou Quedlimburgo apenas duas vezes.
Após sua morte em 983, Otão III tinha apenas três anos de idade. Seu tio Henrique, o Briguento, queria se tornar rei em Quedlimburgo e sequestrou o jovem rei. Acima de tudo, a intervenção da avó de Otão, Adelaide, a esposa de Otão I, e sua mãe Teofânia, a esposa de Otão II, forçaram Henrique a prestar homenagem a Otão III dois anos depois em Quedlimburgo. Em 994, Otão III concedeu ao Damenstift os direitos de Mercado, Moeda e Alfândega, ainda sob a liderança de sua tia, a abadessa Matilde. Isso estabeleceu importantes condições para o posterior desenvolvimento urbano de Quedlimburgo. 
Os anais de Quedlimburgo, que mais tarde foram escritos no local, testemunham a importância política de Quedlimburgo nos séculos XI e XII. Estes aparecem no ano de 1009, em fontes escritas em Litua, o nome da Lituânia. No período do século X ao século XII, quando Quedlimburgo foi o palatinado da Páscoa dos governantes da Francônia Oriental/Alemanha, foram contadas 69 estadias documentadas de um rei ou imperador. 
Nas primeiras décadas depois de sua fundação, o Damenstift também teve influência em localidades distantes, tais como Soltau, a 170 km de distância, a Igreja de São Miguel próxima à caverna Volkmar (956), Duderstadt (974), Potsdam (993), Gera (999), além de peças do Tesouro da Catedral de Quedlimburgo. Dos 48 locais concedidos por Otão I, 11 ficaram sob domínio de Otão II, 10 sob Otão III, e outros 150 locais foram agregados por governantes posteriores.

### Cidade em ascensão na Baixa Idade Média e no início da Idade Moderna
No ano de 1326, a cidade fundiu-se com Halberstadt e Aschersleben para formar a associação de três cidades de Halberstadt, que durou 150 anos.
Nos quatro séculos seguintes, Quedlimburgo teve uma ascensão econômica. Como em outras cidades (Brunsvique, Halberstadt) da região, os Gewandschneider (comércio de tecidos) e os demais atividades comerciais foram particularmente intensos. Por volta de 1330, a Cidade Velha foi cedida à nova cidade fundada no século XII; a partir de então, ambas atuaram como a cidade de Quedlimburgo.
Em 1336, o sucesso político foi adicionado ao econômico quando a cidade entrou em um conflito regional entre o bispo de Halberstad e o Conde de Regenstein, onde o último pôde ser aprisionado. A cidade obteve maior independência de sua governante, a abadessa do Damenstift, podendo em seguida expandir significativamente suas defesas. A nova autoconfiança foi demonstrada externamente através de várias alianças entre cidades. Para coroar esse desenvolvimento, a cidade ingressou na Associação das Cidades da Baixa Saxônia em 1384 e na Liga Hanseática em 1426.
O plano do conselho da cidade de se libertar dos poderes da abadessa Hedwig da Saxônia resultou em um violento conflito em 1477. Os quedlimburgueses tentaram forçar a saída de Hedwig da cidade através do uso de forças armadas. Logo, ela pediu ajuda a seus irmãos, os duques Ernesto e Alberto. As tropas enviadas investiram contra a cidade sem casualidades, enquanto 80 quedlimburgueses caíram. Os cidadãos então se submeteram e renunciaram a todas as alianças. Por volta de 1435, foi derrubado e esmagado o Roland, símbolo da liberdade de mercado e um sinal de independência urbana, erguido em frente à Casa dos Gewandschneider  na praça do mercado, . Em 1569, o conselho mandou montar novamente a estátua de Roland no Ratskeller, e em 1869 os fragmentos da estátua foram montados em frente à prefeitura.
   

Em 2013, a imagem foi limpa e concluída. 

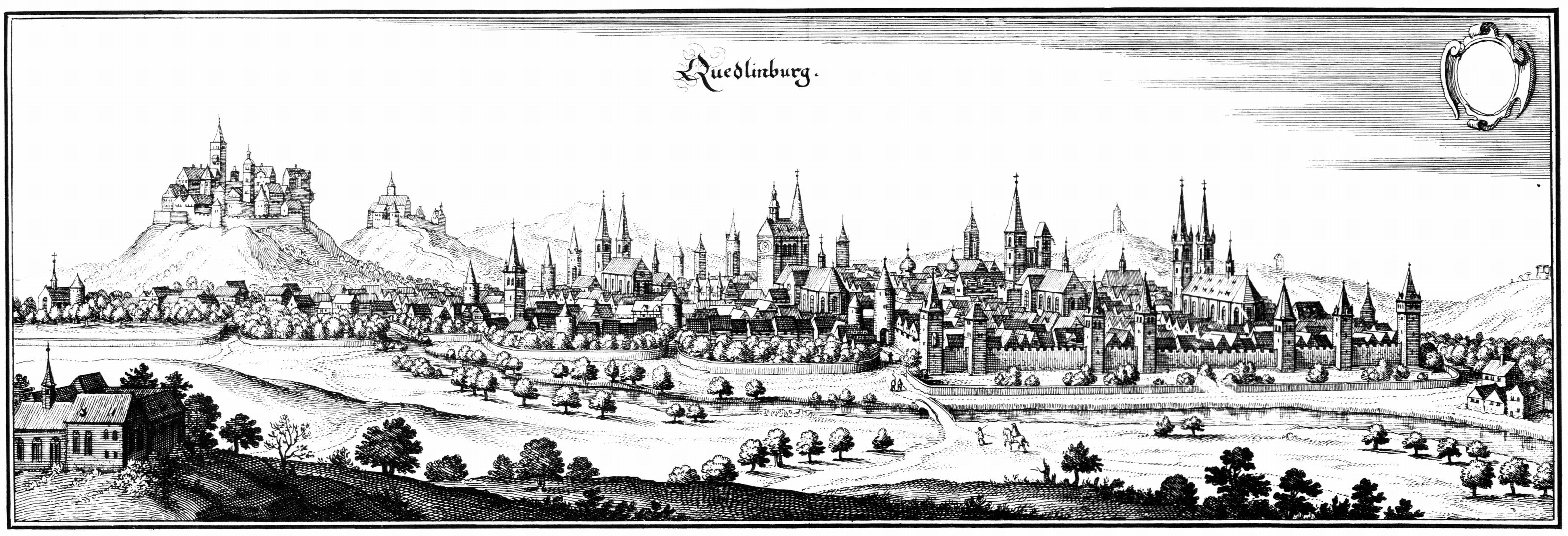
Quedlimburgo 1647, por Merian
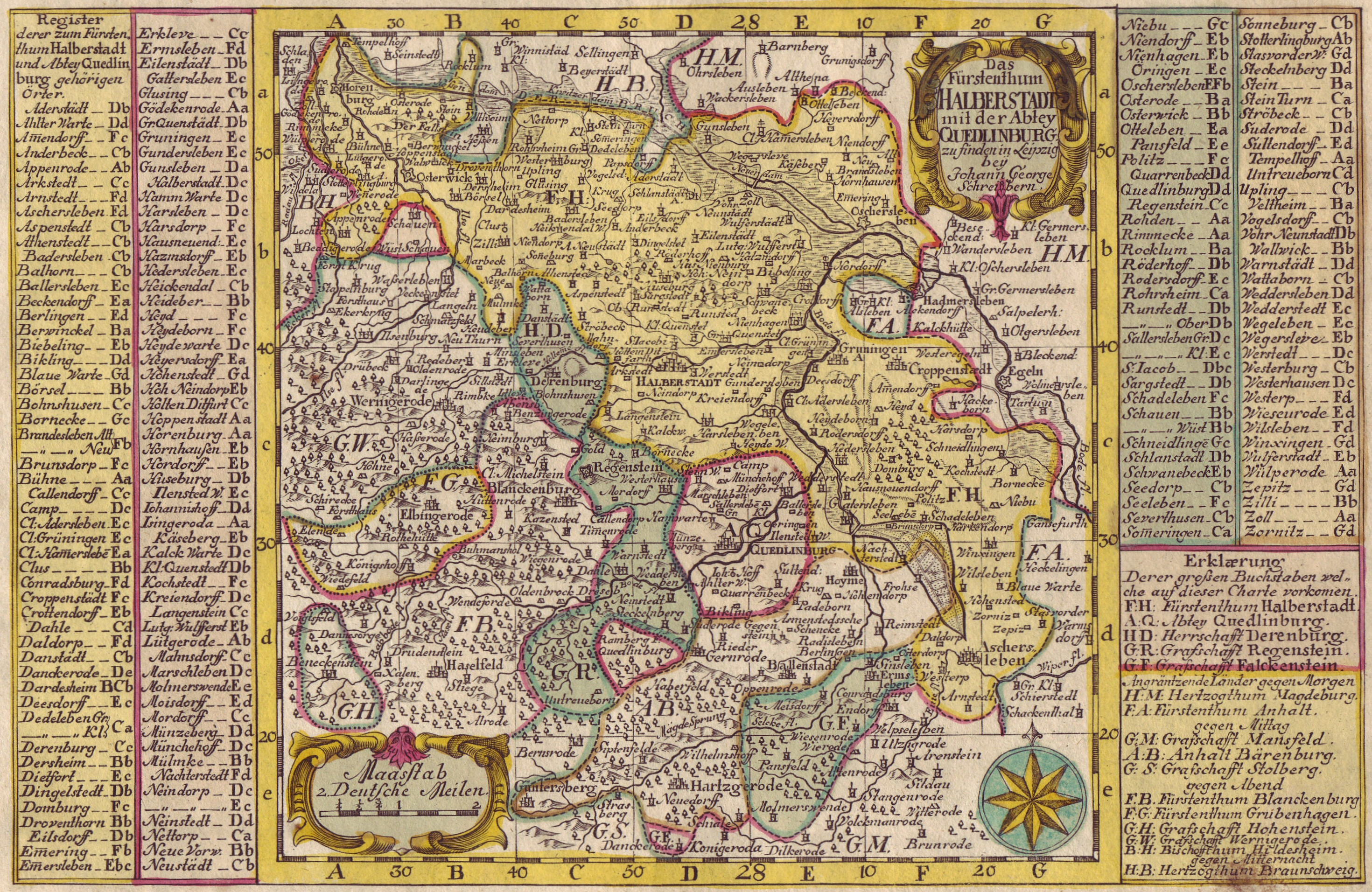
Abadia de Quedlinburg por volta de 1750
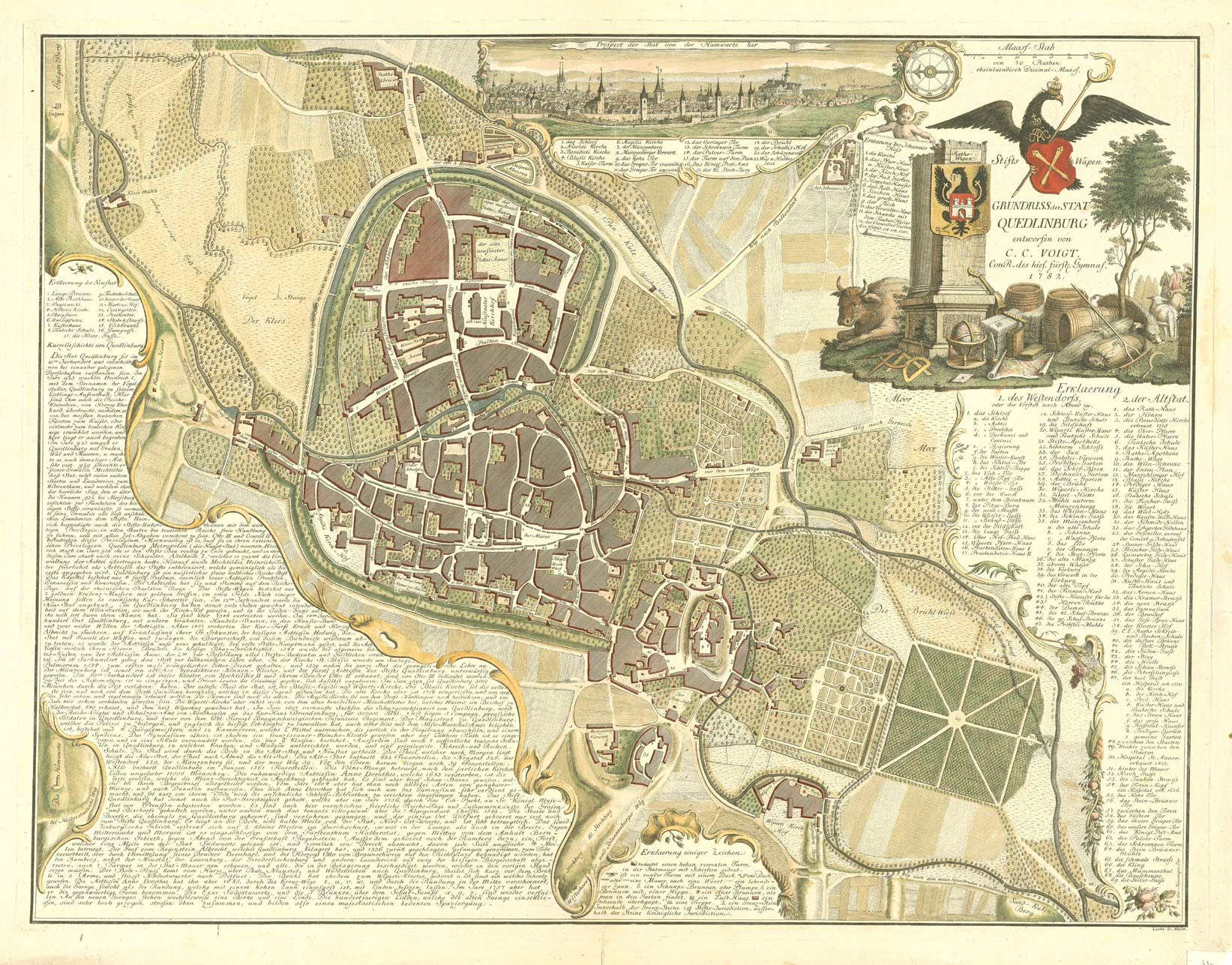
Quedlimburgo em 1782, desenhado por C. C. Voigt (norte à esquerda)

Durante a guerra dos camponeses, quatro mosteiros da cidade foram destruídos: o mosteiro premonstratense de St. Wiperti, o mosteiro beneditino de St. Marien, o mosteiro franciscano na Cidade Velha, e o mosteiro agostiniano na Cidade Nova. Em 1539 a Reforma foi imposta em Quedlimburgo e a instituição foi convertida em um mosteiro secular protestante.  
A cidade teve o maior crescimento do desenvolvimento urbano na Guerra dos Trinta Anos. A maioria das 2159 casas em enxaimel foi construída durante esse período. Dois incêndios na cidade devastaram grandes partes da cidade em 1676 e 1797.
Em 1698, tropas de Brandemburgo ocuparam a cidade, o que fez da Prússia uma força protetora. Em 1802, o Damenstift, existente desde o ano 936, foi dissolvido. Os edifícios do mosteiro no Schlossberg, então, tornaram-se propriedade do estado da Prússia.

### Ascensão do melhoramento genético das plantas no séc. XVIII ao séc. XX

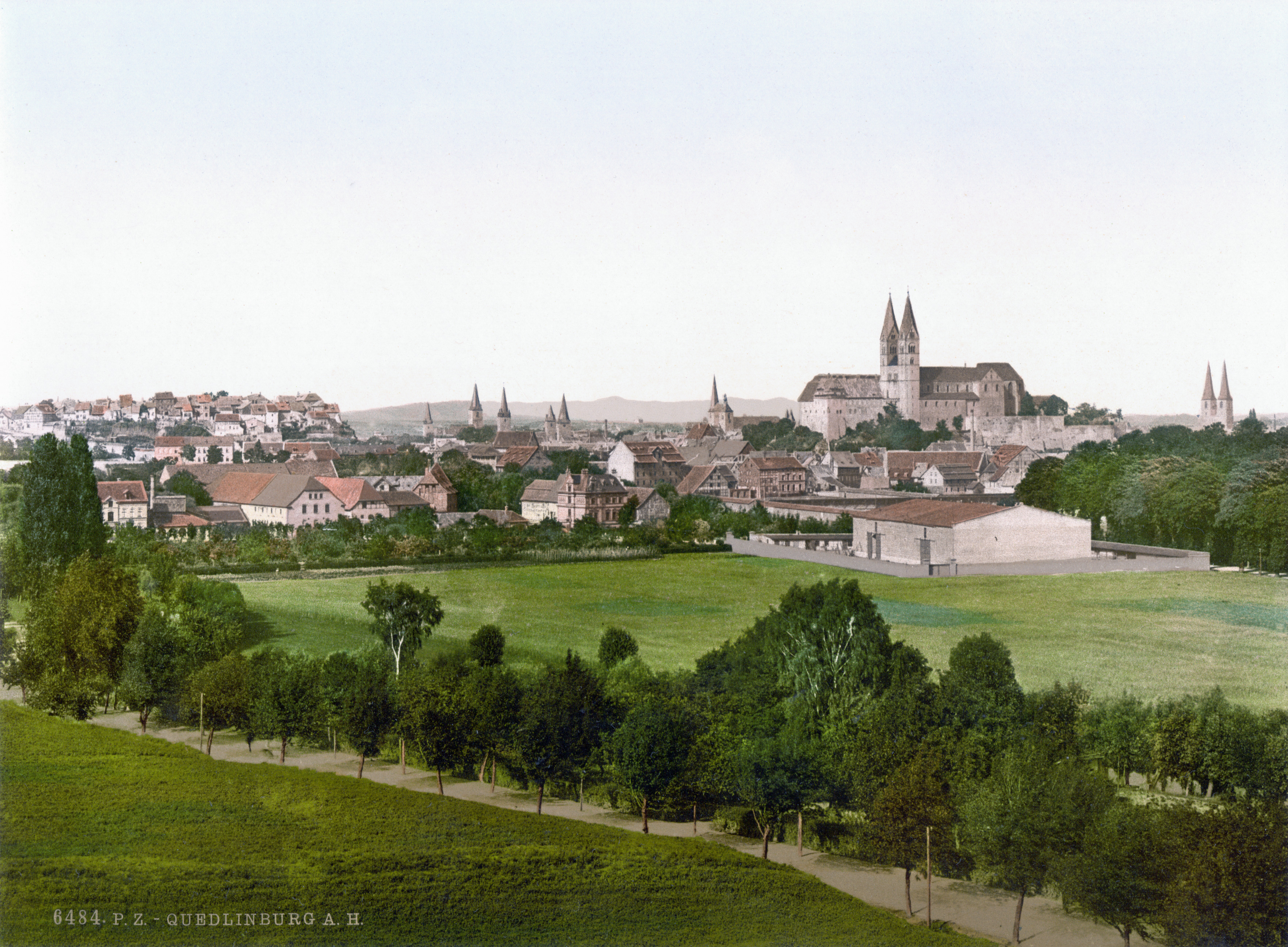
Quedlimburgo do sudoeste, por volta de 1900

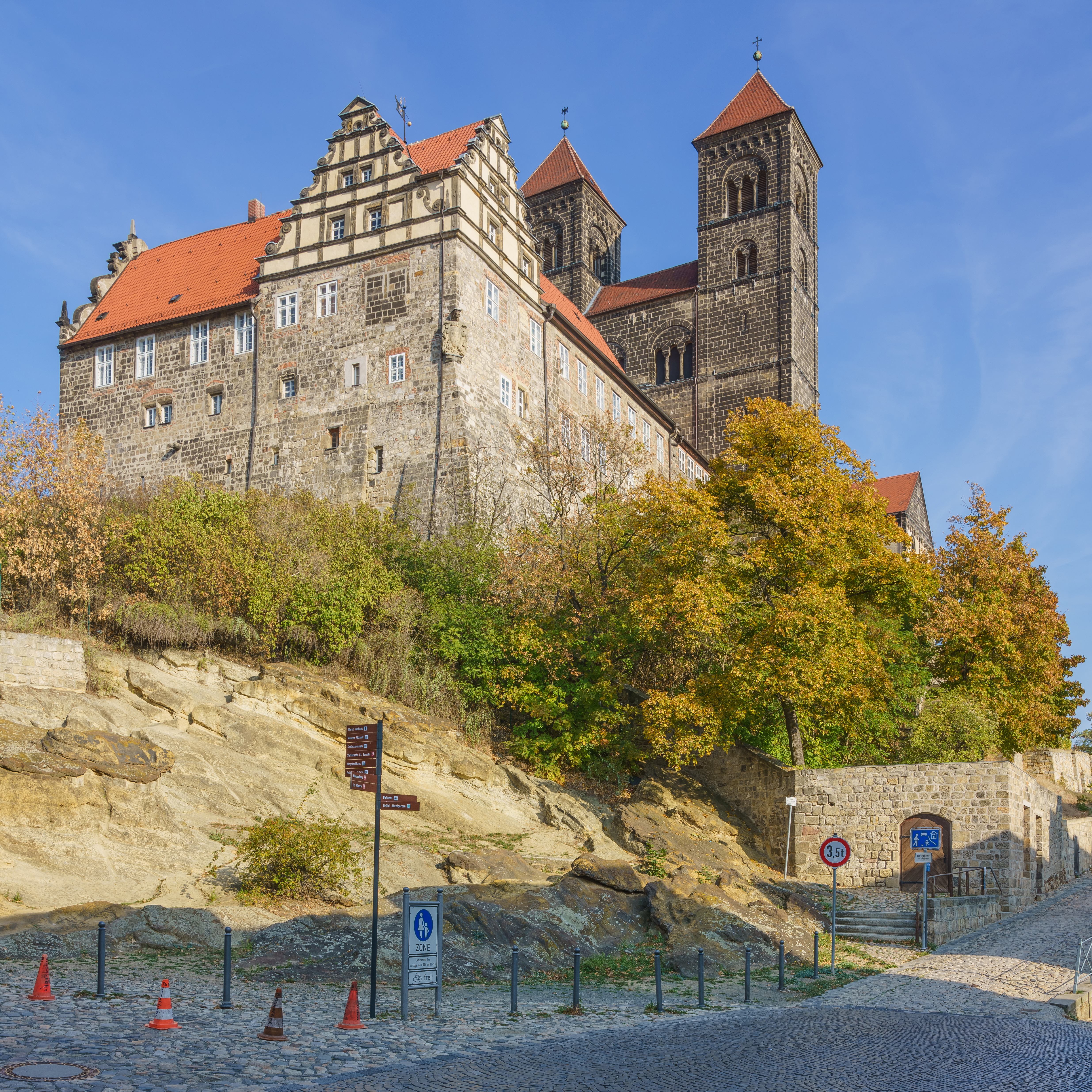
Schlossberg e igreja colegiada

No decorrer do século XVIII e especialmente do século XIX, o melhoramento genético e propagação de sementes resultaram em considerável prosperidade, o que em termos de planejamento urbano também foi expresso nas várias vilas em Art Nouveau. Em 1834, montada em Quedlimburgo por G. Chr. Hanewald, a primeira fábrica de açúcar do distrito administrativo de Magdeburgo levou ao rápido desenvolvimento de fornecedores agrícolas e grandes empresas. O desenvolvimento de métodos de cruzamento, a conexão à rede ferroviária e a Separation (1834-1858) são marcos de importância econômica global no campo do melhoramento de sementes. Além do cultivo de plantas ornamentais e agrícolas, a importância do cultivo de vegetais cresceu desde o início do século XX
De 1815 a 1938, Quedlimburgo foi uma cidade da guarnição.
De 1865 a 1888, foram encontrados em Quedlimburgo fragmentos do mais antigo manuscrito bíblico ilustrado conhecido (Ítala de Quedlimburgo) do século V.

### Século XX
No início do século XX, as empresas de melhoramento de sementes foram os maiores empregadores. Em 1907, Rosa Luxemburgo discursou diante de 800 trabalhadores da produção de sementes de Quedlimburgo. Em 1911, Quedlimburgo, que era a sede do distrito de Quedlimburgo até então, tornou-se uma cidade independente.
Durante a Primeira Guerra Mundial, cerca de 17.000 prisioneiros foram forçados a trabalhar na agricultura, alojados em um campo de prisioneiros de guerra em Ritteranger, a nordeste da cidade. Esse campo foi estabelecido em setembro de 1914 e continuou a servir como abrigo de emergência para soldados czaristas após a guerra, até ser destruído por um incêndio em junho de 1922.
Uma inundação devastadora do rio Bode destruiu todas as pontes em 1926 e paralisou a infraestrutura. As inundações posteriores dificultaram repetidamente o trabalho de reconstrução.

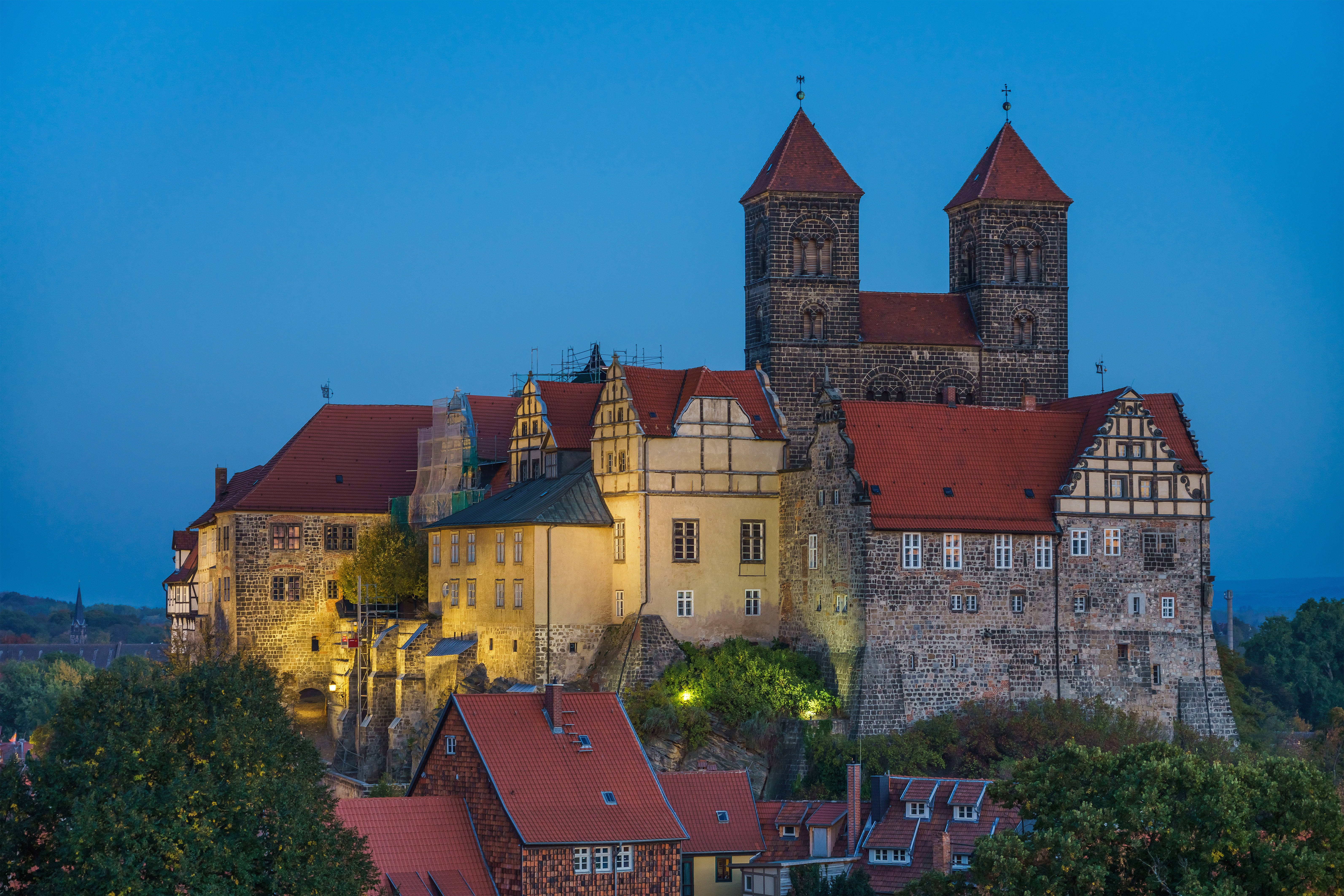
Schlossberg com a igreja colegiada de St. Servatii e edifícios colegiados, vista de Munzenberg

No período do Nacional-socialismo, a celebração do milênio (936–1936) da morte do rei Henrique I era considerada pelos nacional-socialistas na forma da SS como um presente propagandístico. Heinrich Himmler desenvolveu um culto em torno do rei a partir de 1936 e foi considerado a reencarnação de Henrique I, o que deve tê-lo lisonjeado, como relata seu médico pessoal, Felix Kersten. Em Quedlimburgo, a cripta Wiperti e a igreja S. Servatii foram confiscadas e convertidas em locais de consagração da SS. A aparição pessoal de Himmler às celebrações anuais em 2 de julho (frequentadas por ele até 1939, e que ocorreram até 1944) foi, por exemplo, promovida propagandisticamente em 1937 com notícias sobre a descoberta dos ossos perdidos de Henrique I. Após a guerra, quando o (novo) sarcófago foi aberto, os “achados” apresentados pela SS foram expostos como falsificações grosseiras.
Na manhã seguinte à destruição da "Noite dos Cristais", o lojista judeu Sommerfeld colocou suas Cruzes de Ferro da Primeira Guerra Mundial em sua vitrine destruída e uma placa dizendo: "Tens a certeza da gratidão da Pátria". Logo, o sequestro de residentes judeus começou. Havia três campos de concentração na cidade: a prisão do tribunal distrital, um campo de prisioneiros no Kleersturnhalle e a base aérea de Quarmbeck.
Em 1943/1944, mais de 8000 feridos foram tratados nos pavilhões esportivos e hospitais de emergência em Quedlimburgo. Na semana anterior em que as tropas americanas (18º regimento de infantaria) conseguiram tomar a cidade quase sem luta em 19 de abril de 1945, partes do míssil balístico V 2, que foram armazenadas em vagões na estação de trem de Quedlimburgo, puderam ser retiradas da cidade. Isso impediu o bombardeio; limitando os danos a ataques de artilharia.

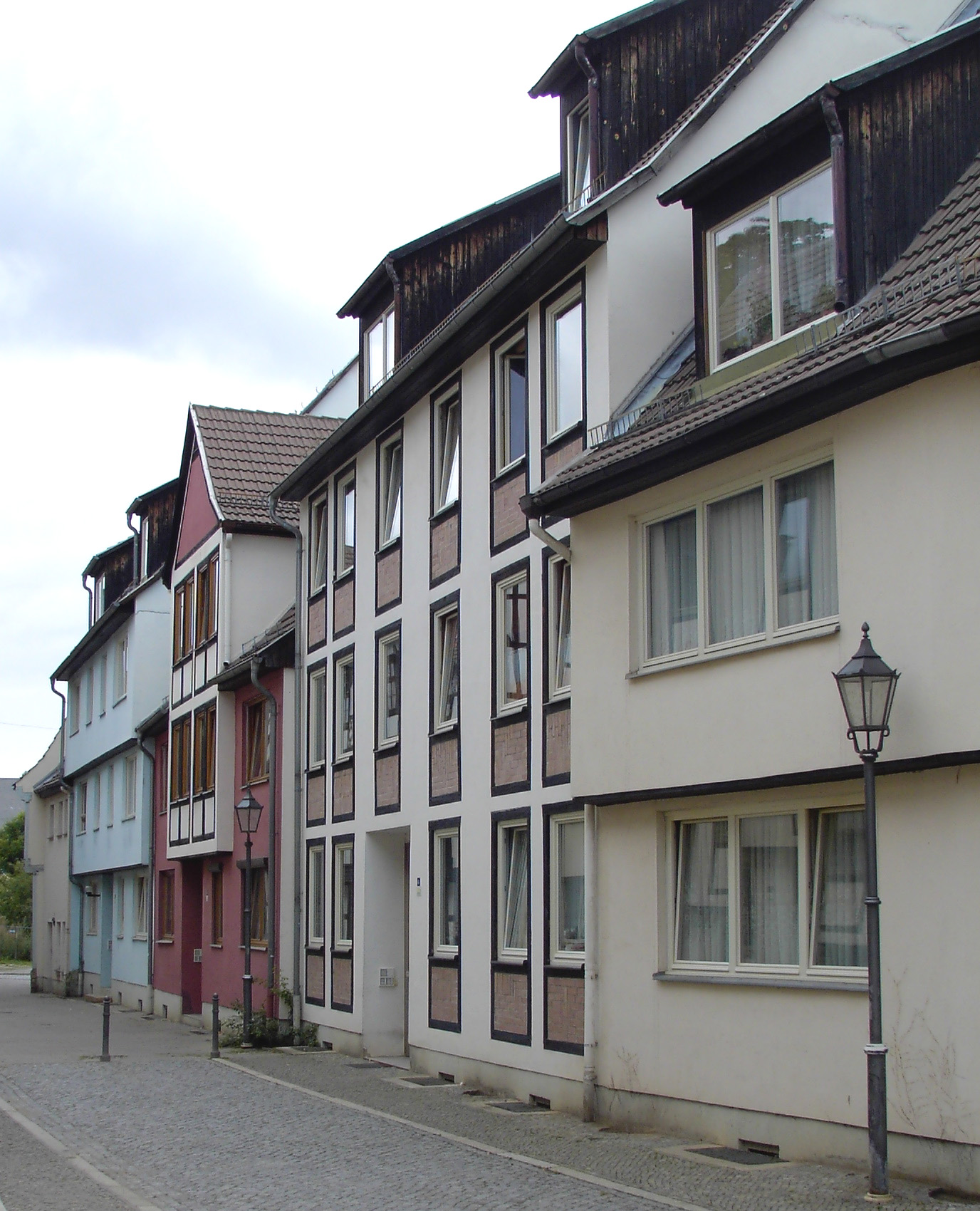
Construção de monólito de Halle do tipo Quedlimburguês (CMHQ) na Schmalen Straße.

Após a guerra, Quedlimburgo fazia parte do estado da Alta Saxônia, fundado em 1945, e do distrito de Halle na RDA desde 1952.
As manifestações de 17 de junho de 1953 em Quedlimburgo e Thale só puderam ser evitadas pelo uso de forças armadas do exército soviético. 
Embora poucos prédios tenham sido seriamente danificados durante a guerra, os esforços feitos pela RDA estavam longe de serem suficientes para impedir a iminente deterioração natural da Cidade Velha. Com o emprego de restauradores poloneses experientes de Toruń (Thorn), apenas algumas casas puderam ser restauradas. St. Wiperti foi restaurada a partir de 1957, e inaugurada em 1959. Os planos originais da RDA na década de 1960, de derrubar completamente a histórica Cidade Velha e substituí-la por uma praça central e edifícios socialistas pré-fabricados, falharam devido à falta de dinheiro. Tentativas de adaptação da construção do painel às condições históricas podem ser notadas na região do Marschlinger Hof, em Neuendorf e na Schmale Strasse, ao norte do mercado. Para isso, a chamada construção de monólito de Halle (CMH) foi modificada e implementada como construção de monólito de Halle do tipo Quedlimburguês (CMHQ). Somente após a reunificação em 1990, os edifícios em enxaimel foram meticulosamente restaurados.

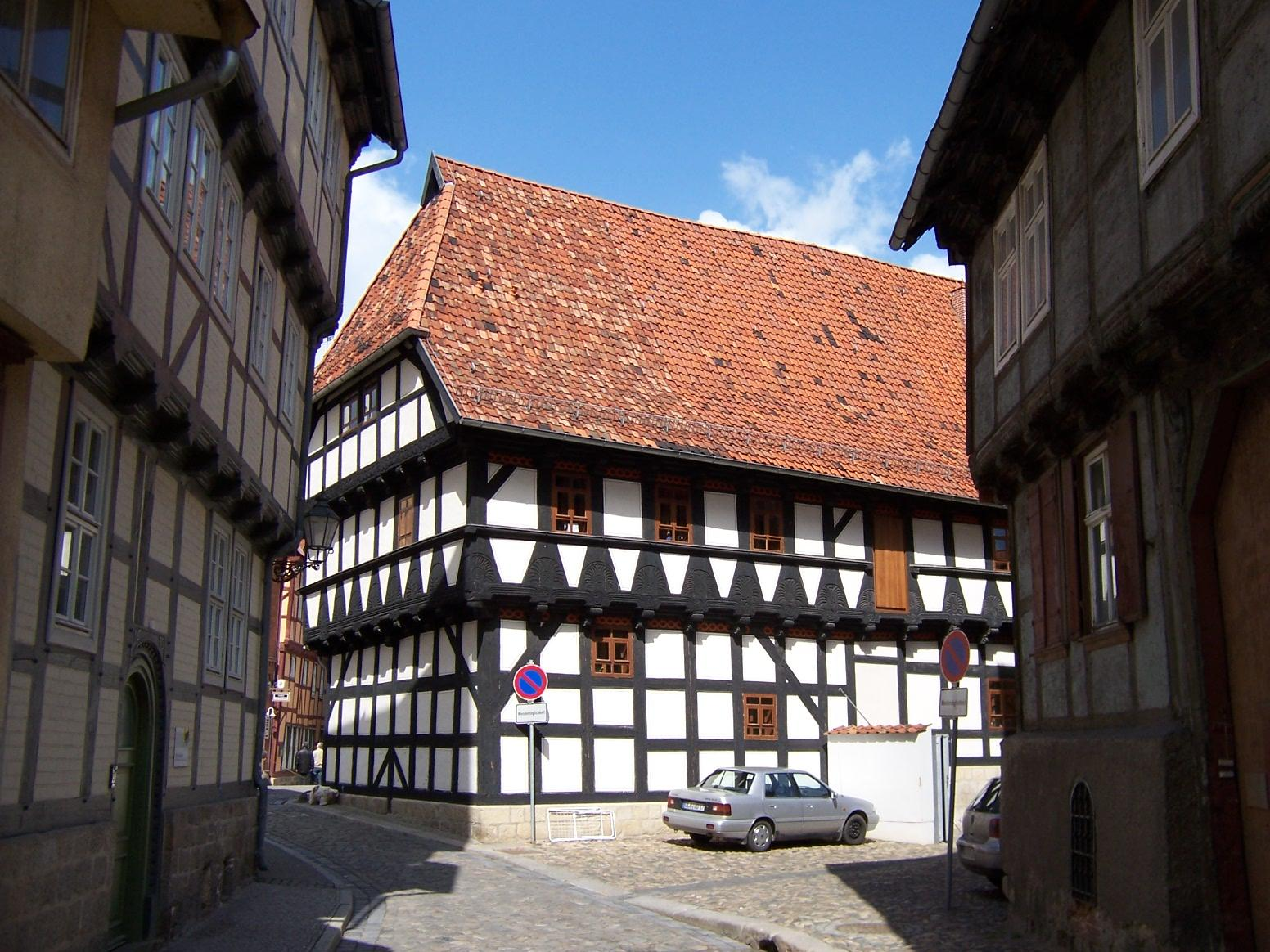
Casa em enxaimel em Wordgasse

No outono de 1989, em termos de população, quase nenhuma outra cidade teve tantas pessoas protestando quanto em Quedlimburgo. Manifestações não-violentas durante a "Wende" (Mudança) sempre aconteciam em Quedlimburgo na quinta-feira. A manifestação de 2 de novembro de 1989, com 15 000 participantes, foi um exemplo de não-violência, apesar do comportamento provocador dos grandes nomes do Partido Socialista Unificado da Alemanha presentes no local. A maior manifestação, com mais de 30 000 participantes, ocorreu em 9 de novembro de 1989. Nenhum dos participantes suspeitou que o muro estava sendo aberto naquele mesmo instante. O escritório distrital do Ministério de Segurança do Estado foi dissolvido em 12 de dezembro de 1989, após o arquivo de nomes simples e os arquivos mais sensíveis (assuntos da igreja, por exemplo) terem sido destruídos nos dias anteriores.
Em 6 de janeiro de 1990 foi realizado um grande festival, com inúmeros dignitários e 50 000 convidados, em agradecimento pela enorme recepção na travessia da fronteira. Durante uma visita espontânea em janeiro de 1990, Helmut Kohl prometeu conceder subsídios à cidade para restauração dos prédios fragilizados, e na primavera o Estado da Baixa Saxônia doou 100 000 telhas para medidas imediatas.
Um ponto baixo social foram os ataques xenófobos na parte moderna de Quedlimburgo no outono de 1992. Uma resposta dos moradores de Quedlimburgo foi a fundação da medida de prevenção ainda ativa "Projeto Cidade Velha". Uma manifestação planejada pelo Partido Nacional-Democrático da Alemanha 15 anos depois, foi impedida por uma manifestação bastante colorida de quedlimburgueses engajados.
Das doze partes do tesouro da catedral roubadas em 1945, dez retornaram dos Estados Unidos para o Tesouro da Catedral de Quedlimburgo em 1993. Duas peças continuam desaparecidas.
Em 17 de dezembro de 1994, no aniversário de mil anos da concessão de direitos de Mercado, Moeda e Alfândega, a pedido da Alemanha, grandes partes da Cidade Velha de Quedlimburgo e do complexo da corte real foram colocadas na lista de Patrimônios Mundiais da UNESCO, como um conjunto que atende aos requisitos do critério IV, “Um excelente exemplo de um tipo de edificação, conjunto arquitetônico ou paisagem que representa partes significativas na história da humanidade". Gerhard Schröder visitou a cidade em 1999 com o primeiro ministro francês Lionel Jospin, e em 2001 com o primeiro ministro espanhol José María Aznar.

### Desde 2000
Em 2005, o casal real sueco, Carlos XVI. Gustavo e sua esposa Silvia, visitaram a igreja colegiada de Quedlimburgo. A estação de Quedlimburgo está conectada à rede Selketalbahn desde 2006. A cripta da igreja colegiada, após vários anos de restauração, foi aberta ao público novamente em março de 2009.  
Em 2011, com Alles Klara, é exibida pela primeira vez uma série da ARD em Quedlimburgo e arredores. De 2011 a 2014, foi realizado um extenso trabalho de remodelagem na praça do mercado, na região de Breite Strasse e Steinbrücke. No preparo deste trabalho, restos de pavimentos de um mercado que datam do século X foram descobertos durante escavações arqueológicas. Em 2014, foi decidido pelo conselho da cidade colocar o título Cidade Patrimônio Mundial na frente do nome de Quedlimburgo. Após aprovação pelo distrito responsável e pela UNESCO, é conhecida como a Cidade Patrimônio Mundial Quedlimburgo desde 29 de março de 2015.
A partir da primavera de 2015, após quase 500 anos, a antiga cripta da Igreja de St. Marien em Munzenberg tornou-se acessível novamente. Em 26 de maio de 2017, pela primeira vez foram colocados monumentos memoriais de Berta e Bruno Sommerfeld, em frente à casa da rua Stein, 81 onde moraram no local temporariamente, sendo deportados em 1943 e posteriormente assassinados.

## Cultura e Pontos Turísticos

### Museus, Galerias e Arquivos

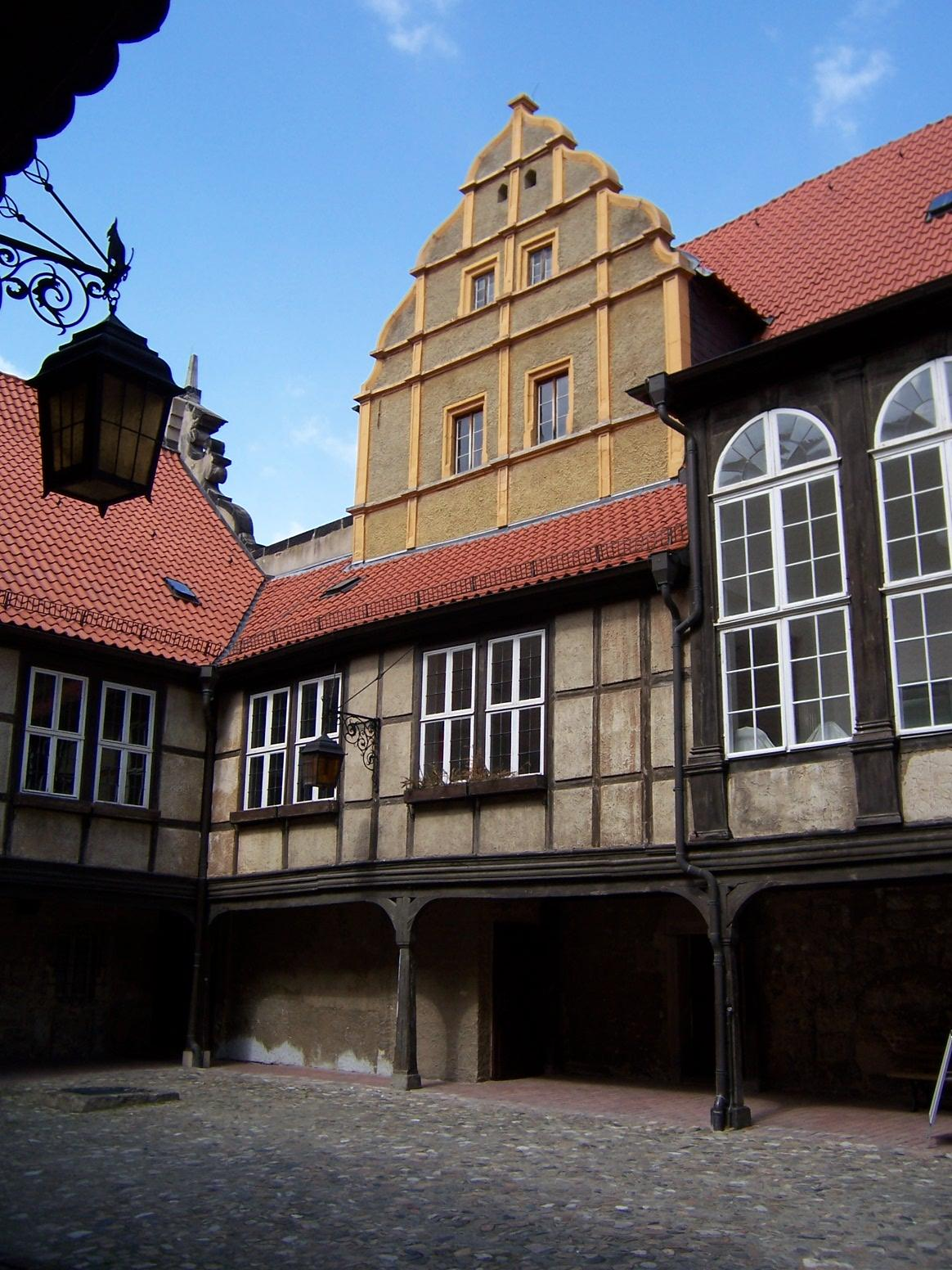
Entrada para o museu do castelo

#### Museus Municipais de Quedlimburgo
A exposição do Museu do Castelo exibe o desenvolvimento do monte de Burgberg, com a abadia e facetas da história da cidade. Importantes peças da exposição são o tesouro de Lehof da Idade do Bronze, o broche em ouro da Grande Ordem (em mau estado), a assim denominada Caixa de Transporte de Ladrões (Raubgrafenkasten) e uma balista medieval. Desde 2002, uma exposição sobre a recepção do período otoniano durante o nacional-socialismo é exibida no chamado Ottonenkeller.

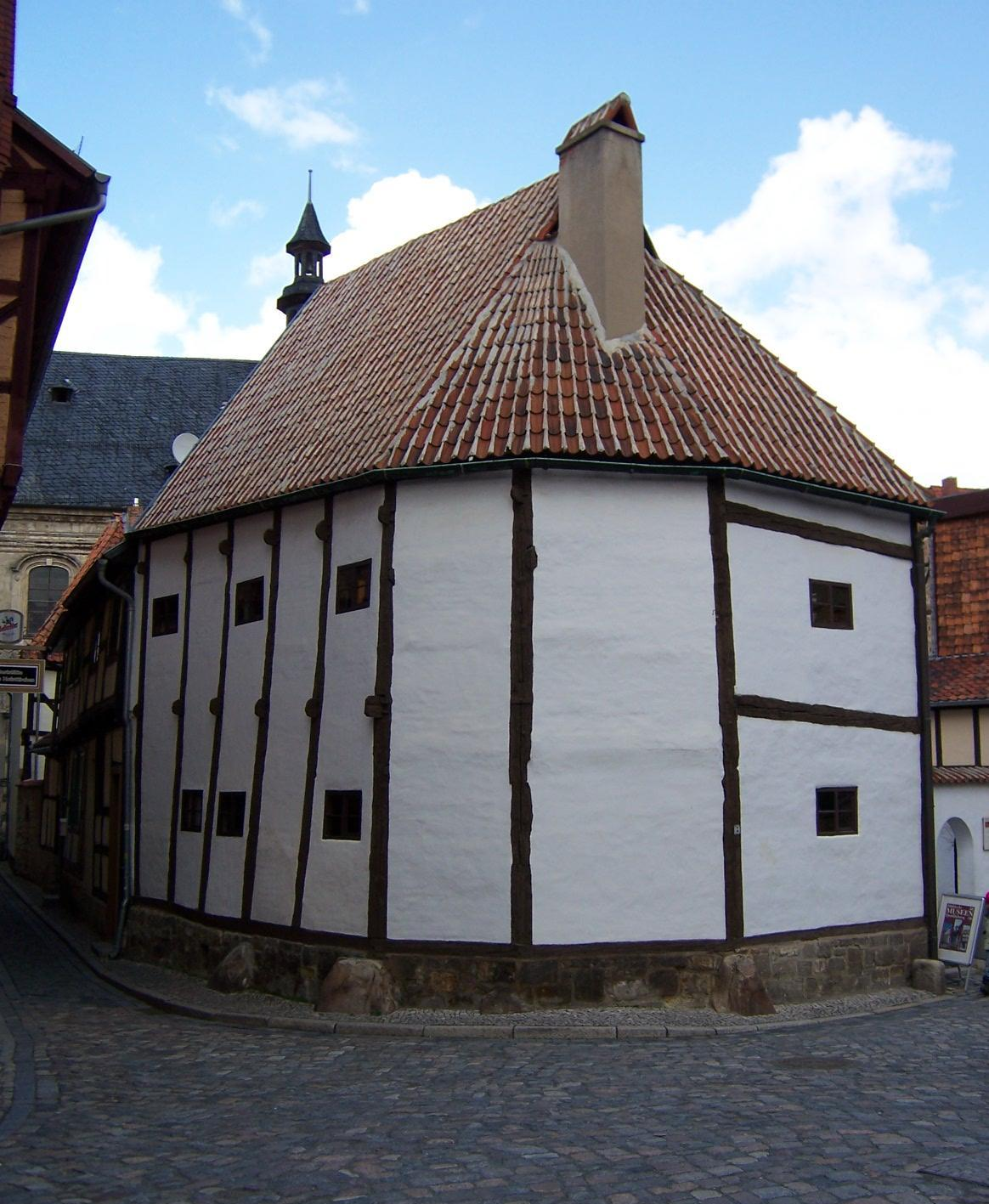
Museu do enxaimel "Ständerbau" na Word

O poeta Friedrich Gottlieb Klopstock nasceu em 1724 na residência Klopstock, construída em 1570. O autor foi, por conta de seu trabalho, um dos fundadores da literatura clássica alemã e conhecido muito além das fronteiras de seu país. No museu da residência Klopstock estão instalados uma biblioteca e um arquivo.
O museu do enxaimel Ständerbau é uma das mais antigas casa em enxaimel de Quedlimburgo. Investigações recentes mostraram uma datação de 1346/1347. Mais antigas são as peças de construção de Klink 6/7 de 1289 (d), Hölle 11 de 1301 (d) e Breite Str. 12/13 de 1330 (d). A exposição mostra a história das construções em enxaimel do século XIV ao século XX e os estilos particulares das casas em enxaimel de Quedlimburgo com base em maquetes.

### Edifícios e Praças Históricos

#### Construções em enxaimel de Quedlimburgo

Cruzamento Stieg und Hölle, 2018

A maioria das casas no centro histórico da cidade são em enxaimel, as quais são tombadas pelo Patrimônio Histórico. Elas foram divididas em cinco grandes áreas com base em suas características, de acordo com as quais pelo menos 11 (1%) foram construídas antes de 1530, outras 70 (5%) entre 1531-1620, mais de 439 (33%) entre 1621-1700, mais de 552 (42%) entre 1770-1800, e 255 (19%) nos séculos XIX e XX. No total, existem mais de 1327 casas em enxaimel em Quedlimburgo. Como comparação, em Wernigerode foram conservadas 624 construções em enxaimel, em Stolberg 354 e em Osterwieck 353.
Nos últimos anos, pesquisas relacionadas à preservação histórica, com ajuda da dendrocronologia, foram capazes de identificar mais de vinte casas e armações de telhados do período entre os séculos XIII e XV, que eram anteriormente desconhecidos.
De 1989 a 2005, vários programas de financiamento permitiram a renovação de cerca de 650 de um total de 1200 casas em enxaimel de Quedlimburgo. A Deutsche Stiftung Denkmalschutz (Fundação Alemã para Preservação de Monumentos e Sítios) deu uma contribuição especial para esse financiamento. Um plano de conservação de monumentos, publicado em 2012, fala de 2119 casas em enxaimel, dos quais 1689 são classificados como monumentos arquitetônicos. Um total de 2050 das 3562 construções são considerados marcos históricos.
De 1990 a 2010, Quedlimburgo recebeu mais de 120 milhões de euros em fundos estaduais, federais e da UE. A situação financeira da cidade é considerada preocupante.

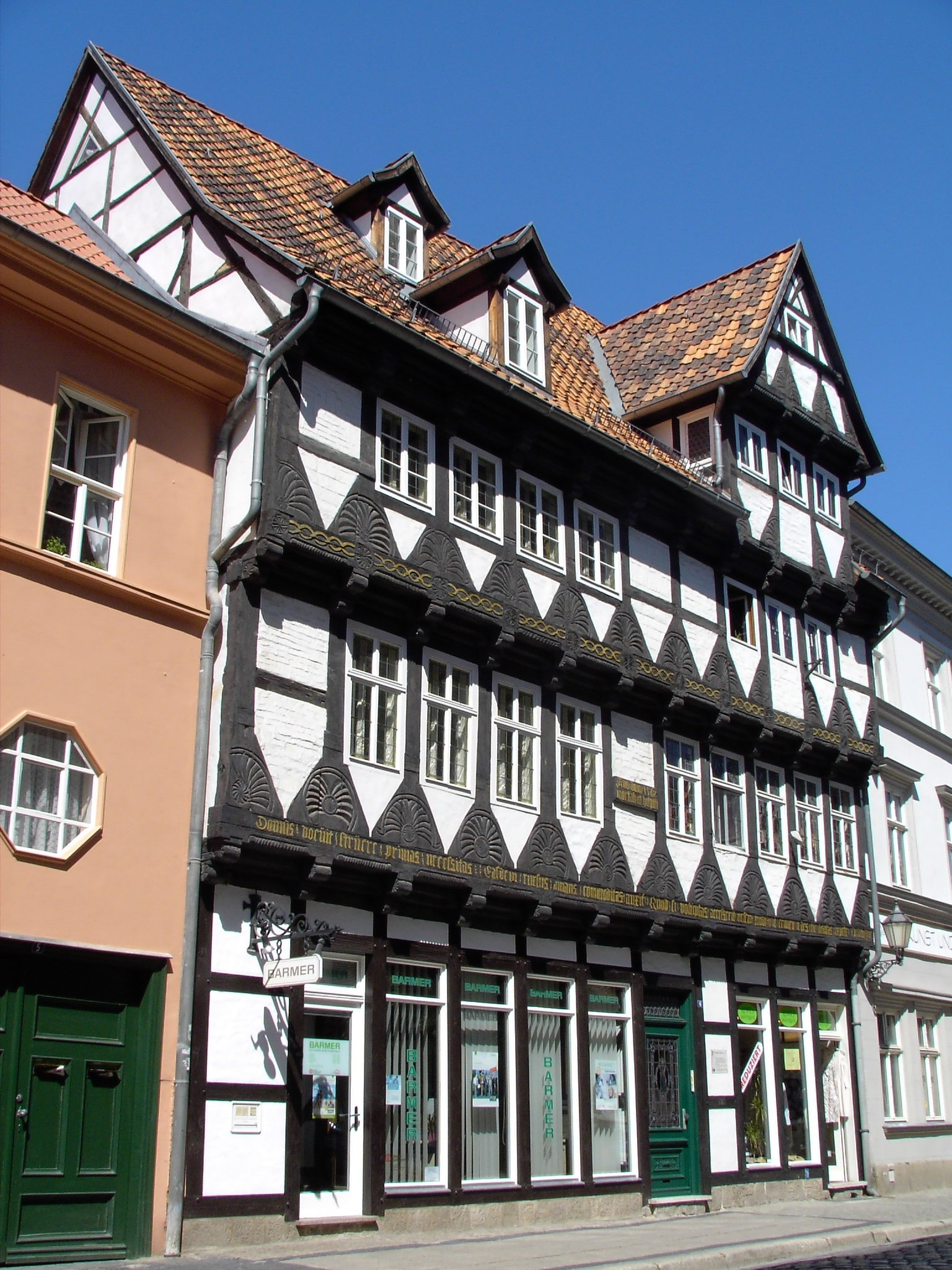
Marktstraße 6 (1562)
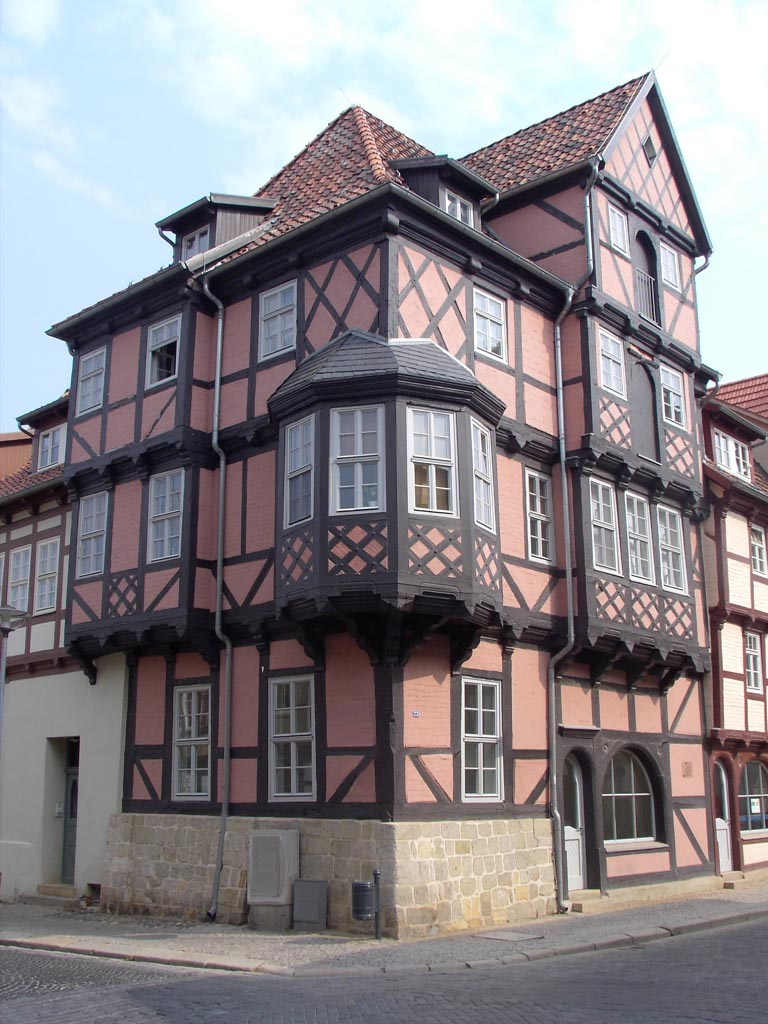
Steinweg 23 (1683)
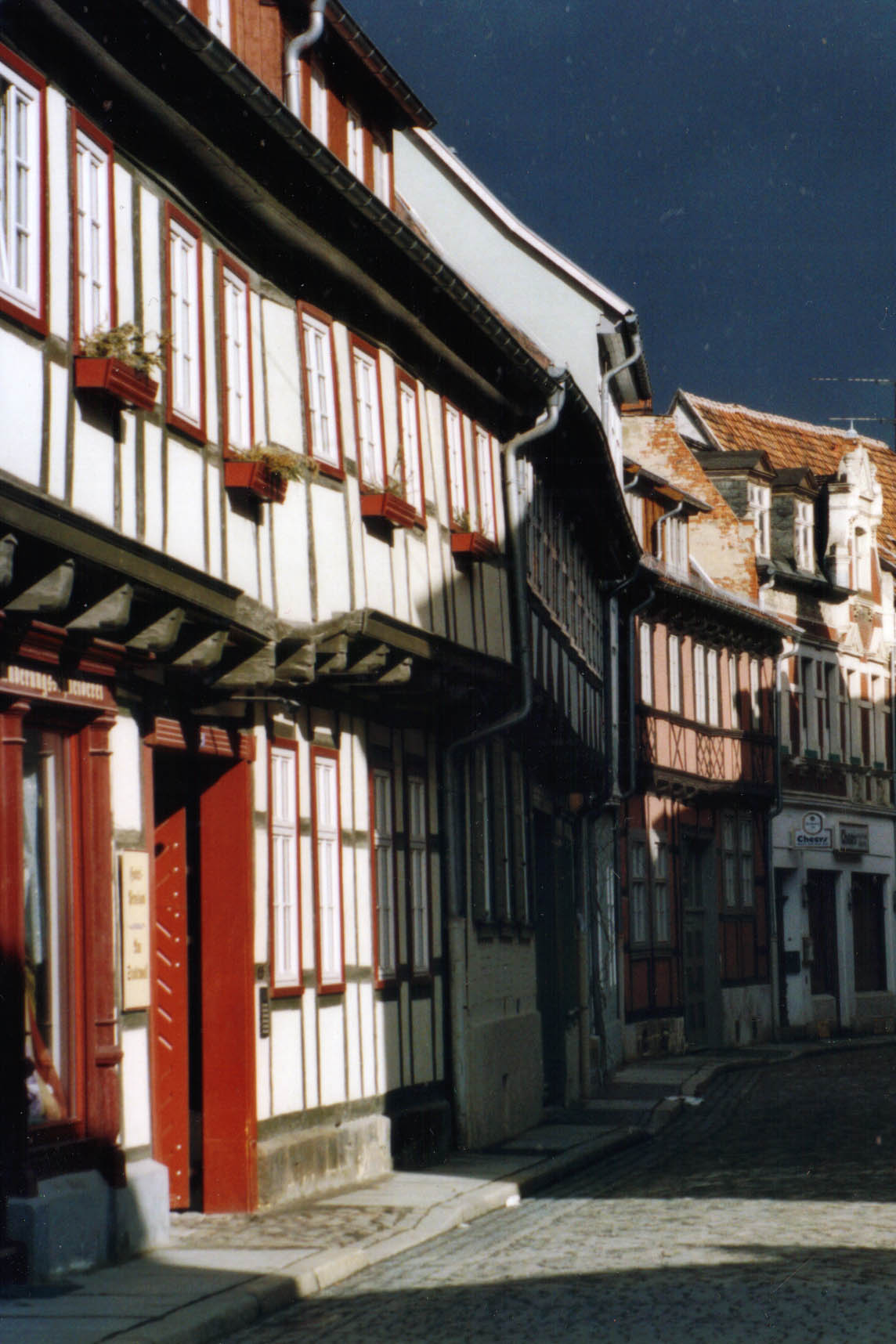
Hohe Straße 28 (18. Jh.)
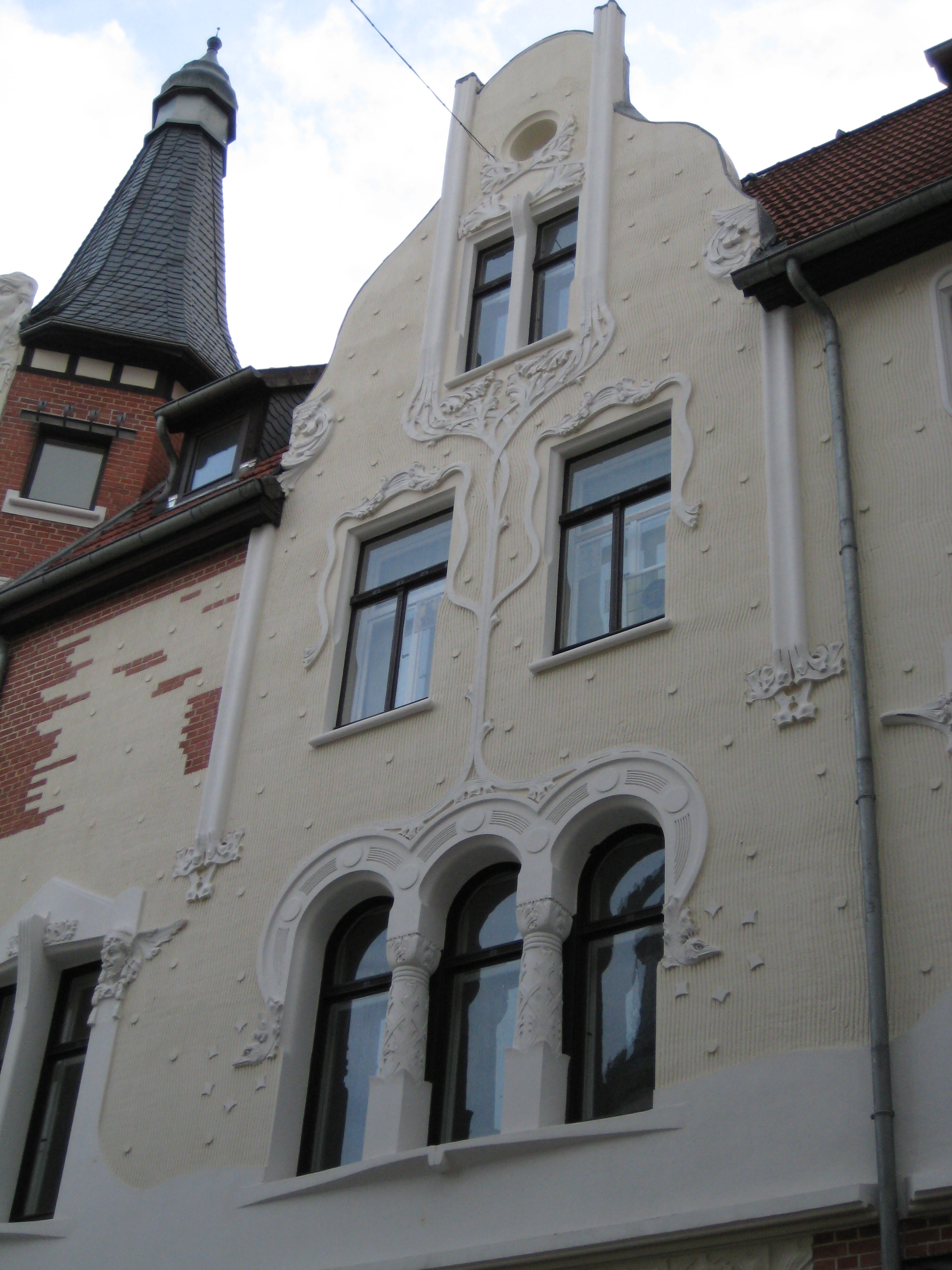
Steinbrücke 11, Am Hospital
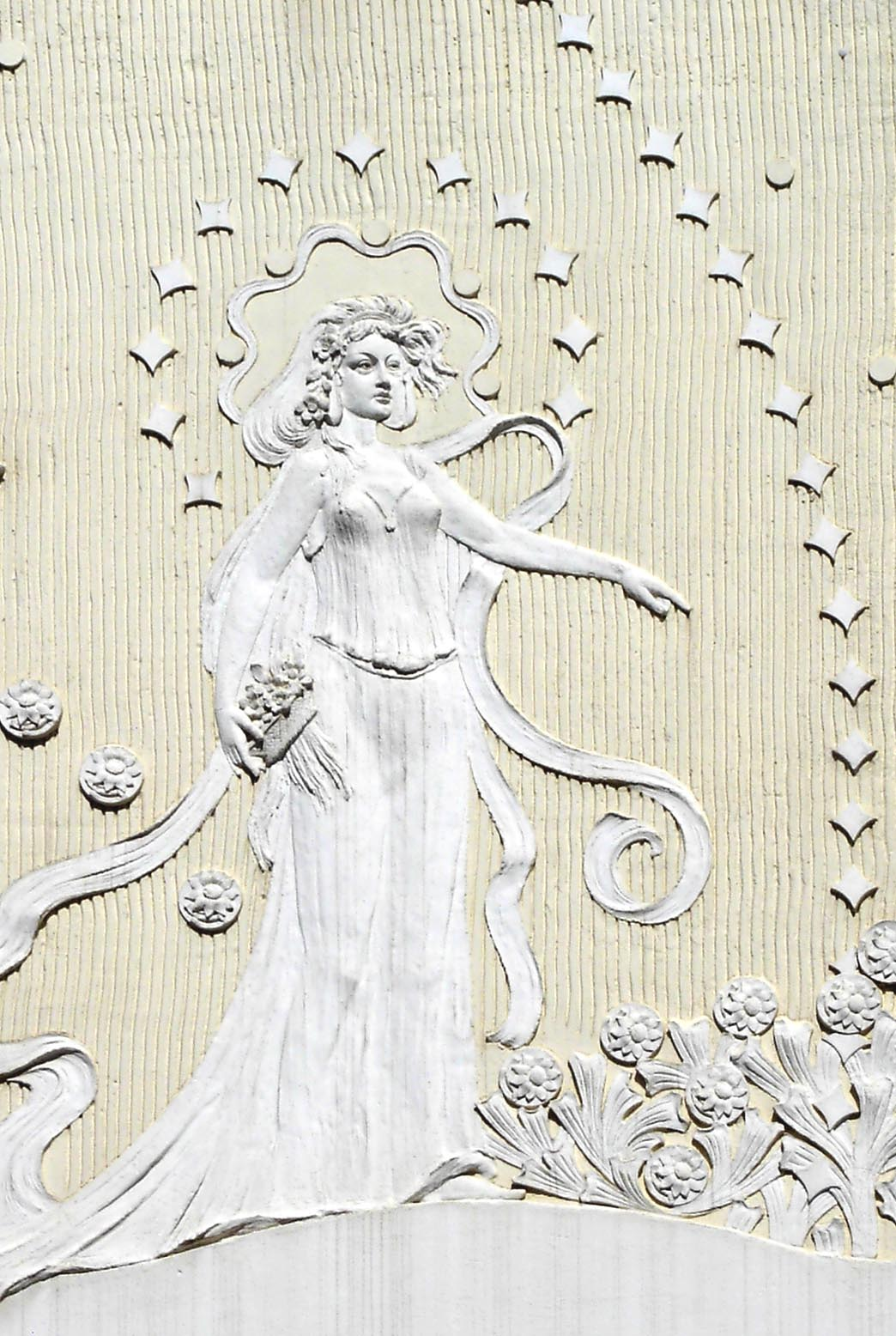
Detail Steinbrücke 11 (1903)
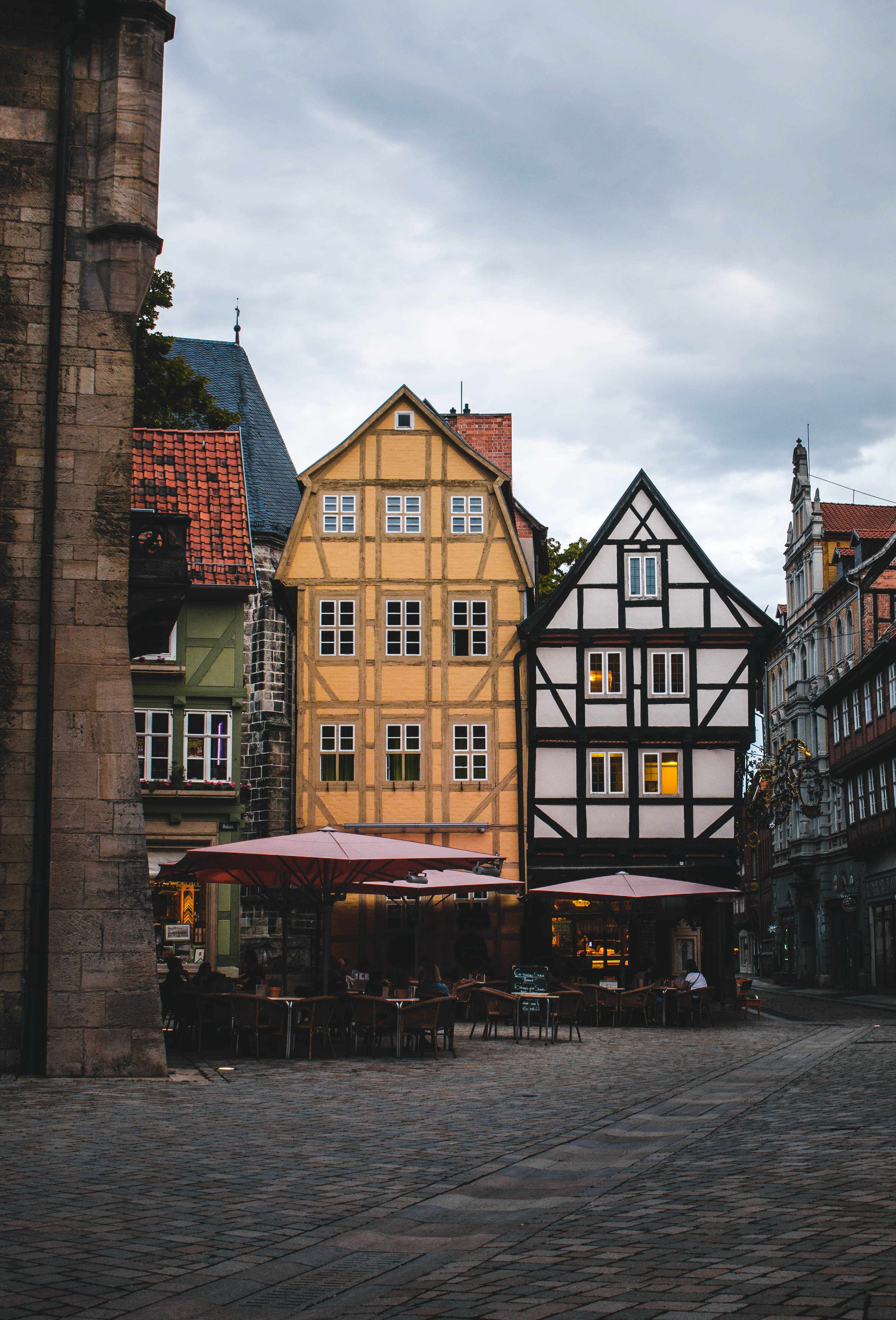
Breite Straße 1
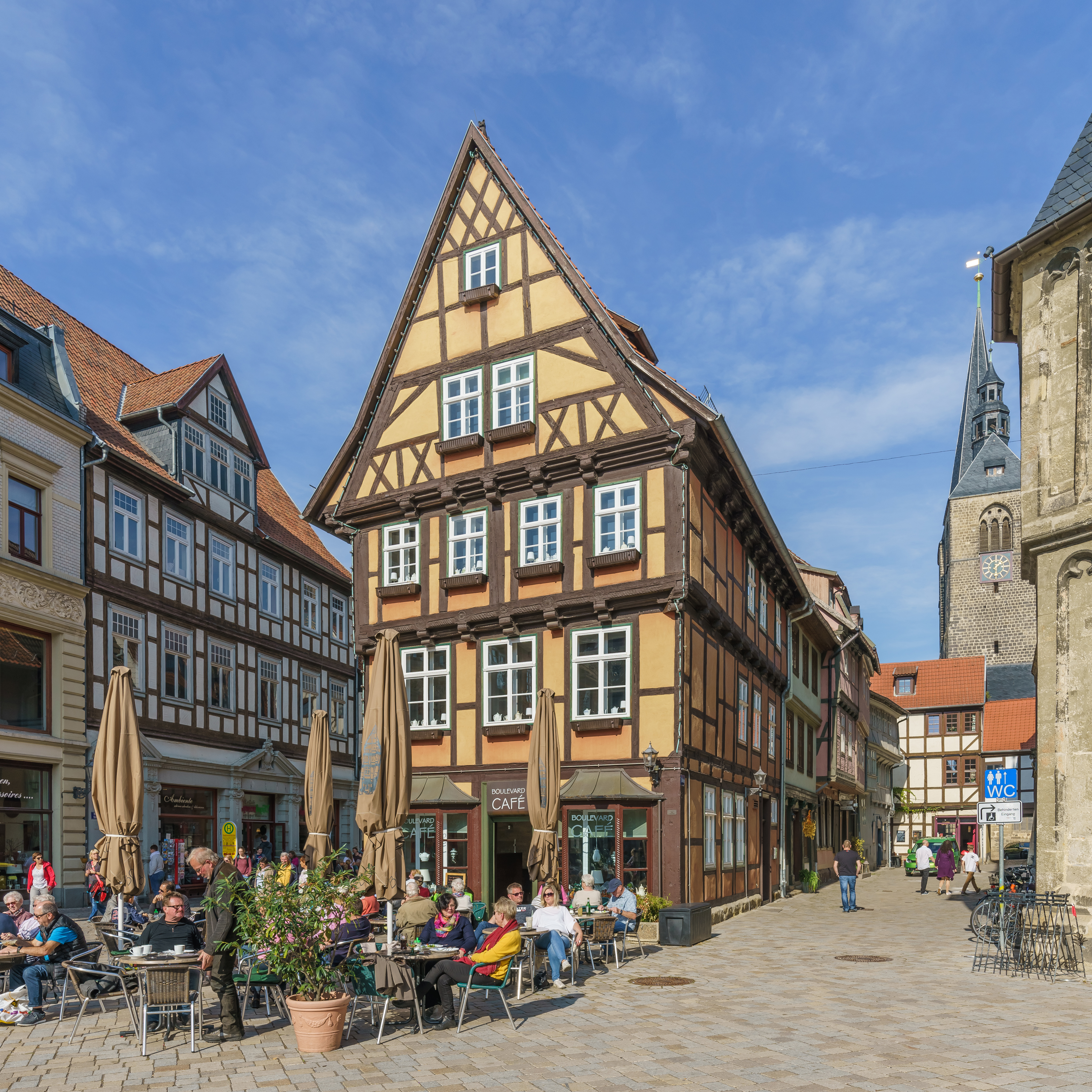
Cafe am Markt (2018)

#### Fortificações Medievais

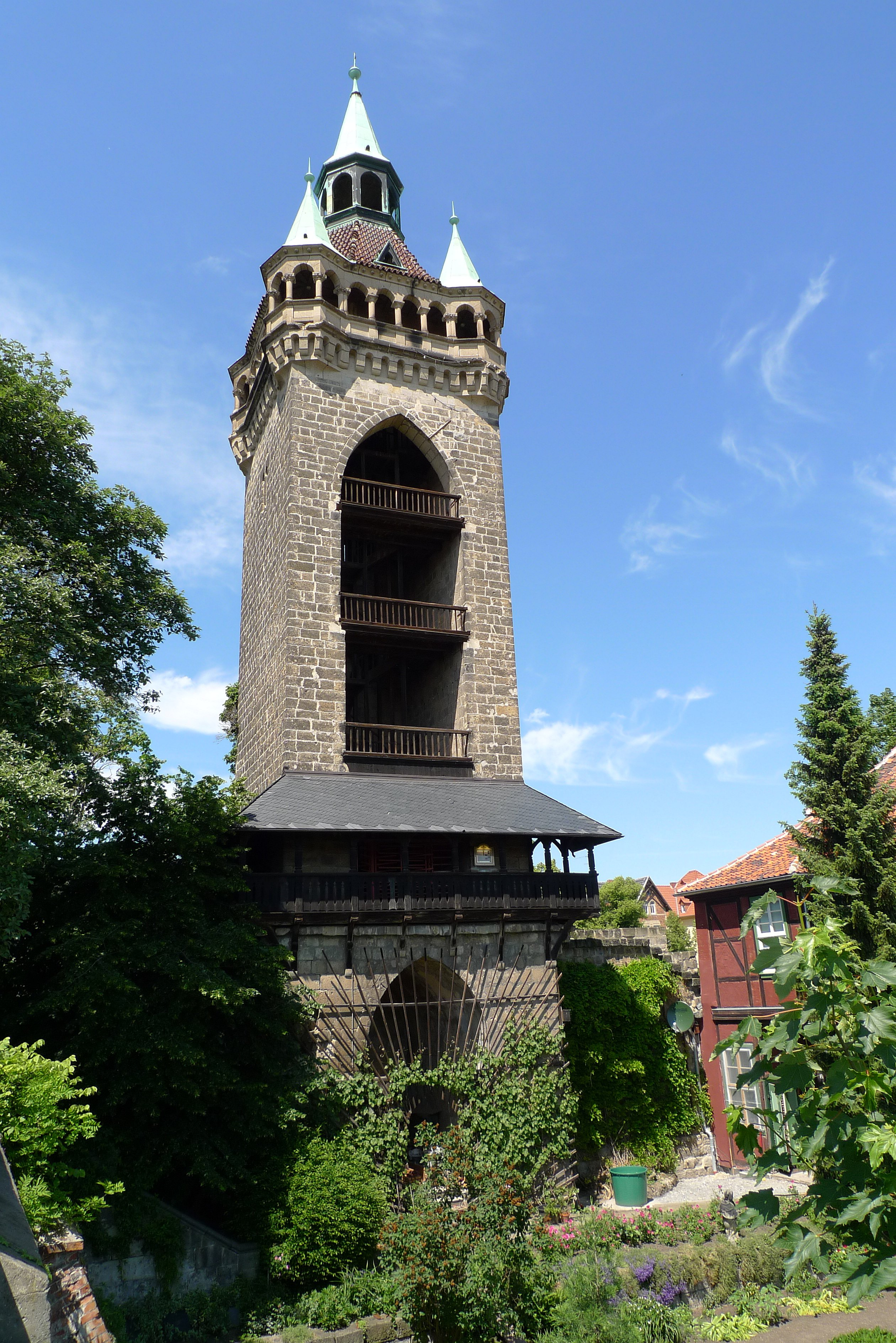
Torre Lindenbein, também chamada torre Sternkieker

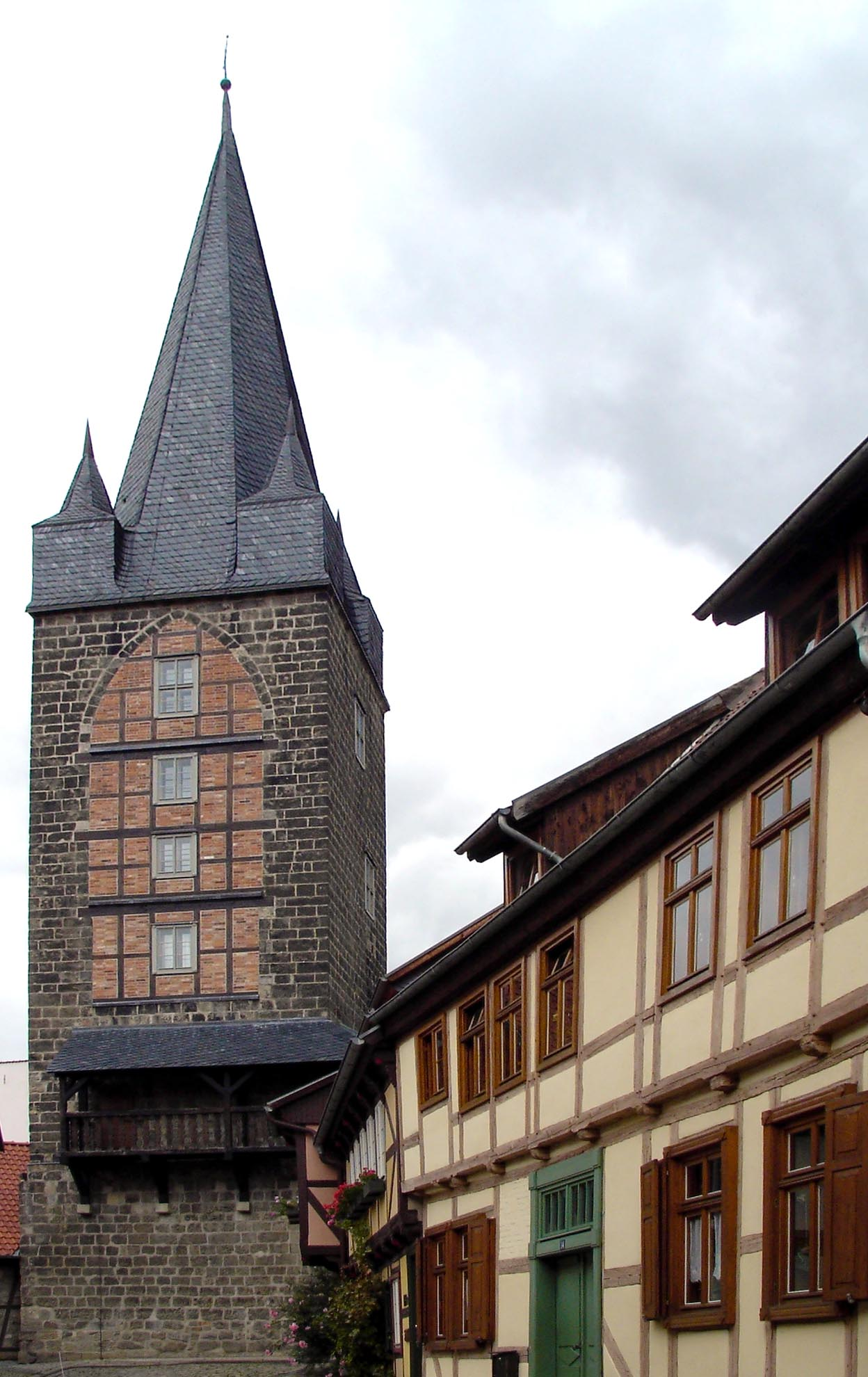
Schreckensturm

O anel da muralha medieval da cidade, com suas torres, ainda pode ser visto em grande parte. Nenhuma das portas medievais da cidade (Hohes Tor, Gröperntor, Öringertor e Pölkentor) resistiu. A Schreckensturm é a maior torre preservada. A torre Lindenbein é facilmente reconhecível pelo seu telhado verde e está equipada com uma galeria e aberta a visitantes. Duas torres foram convertidas em apartamentos, incluindo o Kaiserturm. Algumas estão em mãos privadas, em parte em más condições estruturais.
Das antigas onze torres de vigia no campo ao redor da cidade, construídas ao longo do fosso ou de fortificações fronteiriças em posições estratégicas importantes, há seis preservadas, aqui chamadas de torres Feldwarten: Bicklingswarte, Lethwarte, Altenburgwarte, Gaterslebener Warte, Steinholzwarte e Seweckenwarte. As Warttürme foram torres erguidas nas montanhas, na fronteira do distrito, como um sistema de alerta, e notificaram perigos à cidade por meio de sinais de fumaça e fogo.

### Parques e Patrimônios Naturais
O maior parque é o Brühl, um antigo bosque que por volta de 1179 foi chamado de broil e implantado de acordo com o plano da cidade nos séculos XVI/XVII. O Brühlpark faz parte do projeto Gartenträume Sachsen-Anhalt, que inclui 40 jardins. Entre Brühl e o Schlossberg, o histórico Abteigarten (Jardim da Abadia) foi redesenhado em 2006 e equipado com um jardim da Demeter International (maior organização de certificação em agricultura biodinâmica). Como outros parques, o Worthgarten, na área urbana próxima, é aberto a caminhantes. Na parte sul da cidade, o antigo cemitério de São João foi convertido, no séc. XIX, no parque Johannishain. O Altenburg, o Lehof, o Steinholz,o Eselstall, adquirido em 1913, e o Hamwarte devem ser mencionados como destinos de excursões nas proximidades, os restaurantes turísticos localizados neles no século XIX desapareceram completamente.

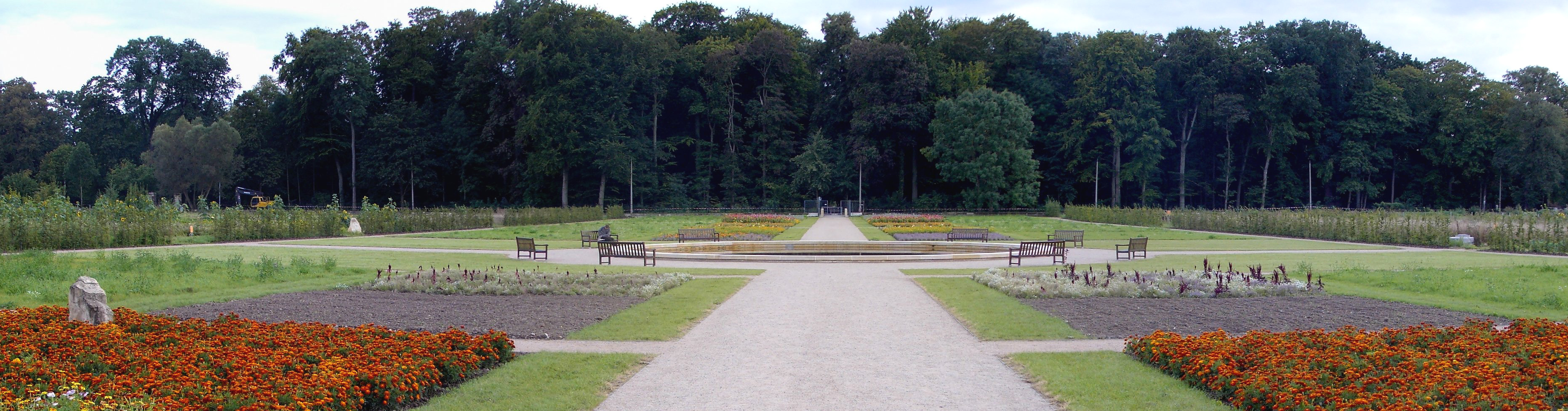
Brühl visto do Abteigarten

### Teatro e Música
O Nordharzer Städtebundtheater acontece em dois locais: em Halberstadt e nos palcos municipais de Quedlimburgo, bem como, com espectáculos de verão, no Bergtheater Thale. Outras visitas teatrais são possíveis no Waldbühne Altenbrak, no Seebühne Magdeburg e no Schlossbühne Wolfenbüttel.
Fundado em 1981 pelo diretor de música de igreja Gottfried Biller, o Quedlinburger Musiksommer oferece concertos semanais dentro de uma série de concertos temáticos na Igreja Colegiada St. Servatius durante os meses de verão.
Entre os diversos corais, vale mencionar o Coro Fritz-Prieß, o Coro do Oratório de Quedlimburgo e o Coro Jovem Ecumênico.

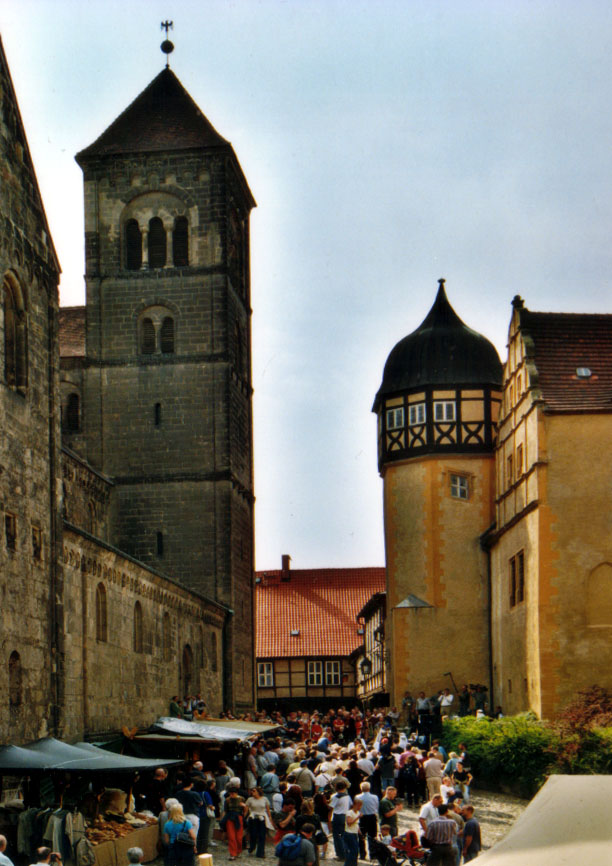
O Festival Kaiserfrühling, 2002

### Eventos regulares
Quedlimburgo tem um programa de eventos cada vez mais popular. Como maior evento cristalizado no momento temos o “Advento nas Ruas”, com mais de 50 000 visitantes vindo à cidade todos os fins de semana em 2006 e 75 000 visitando Gotthilf Fischer em 2007. Tradicionalmente, no segundo e terceiro fins de semana do Advento, até 24 propriedades rurais, em sua maioria privadas, convidam a comprar presentes, comer, beber Glühwein e aproveitar.
A série de eventos começa na primavera com o chamado Kaiserfrühling na Páscoa e  Pentecostes, um espetáculo medieval na histórica Cidade Velha. Em meados de maio, segue-se a Longa Noite dos Museus, que se espalha por toda a Alemanha. O evento Zauber der Bäume (Magia das Árvores), uma instalação de arte e música no Brühlpark, acontece no primeiro sábado de julho. Durante o verão, de junho a setembro, acontecem as várias apresentações do Quedlinburger Musiksommer. A Gildefest, da Associação de Comerciantes de Quedlimburgo, realiza-se normalmente em agosto. No segundo fim de semana de setembro, ocorre o Dia do Monumento Aberto, em que mais de 70 monumentos, geralmente de acesso pago, ficam abertos gratuitamente aos visitantes; também acontece a Feira de Flores de Quedlimburgo no Mathildenbrunnen (Fonte de Matilde) em Neustadt. Além disso, o Quedlinburger Dixieland- und Swingtage, a cada três meses, convida todos a viajar de um local de concerto a outro para ouvir música. Mensalmente acontece uma Milonga, uma noite de dança com tango argentino, organizada pelas Milongueras de Brunsvique. No verão de 2009, o festival de música livre Fête de la Musique foi transmitido pela primeira vez para todo o mundo.